# Chocolate
O chocolate é um alimento feito com base na amêndoa fermentada e torrada do cacau. A sua origem remonta às civilizações pré-colombianas da América Central. A partir da era dos Descobrimentos, foi levado para a Europa, onde se popularizou, especialmente a partir dos séculos XVII e XVIII. Contudo, devido às necessidades climáticas para o cultivo do cacau, não é possível o seu plantio na Europa e por isso as colônias americanas de clima tropical úmido continuaram a fornecer a matéria-prima. 
O chocolate, tal como é consumido hoje, é resultado de sucessivos aprimoramentos realizados desde o início da colonização da América. O produto era consumido pelos nativos na forma de uma bebida quente e amarga, de uso exclusivo da nobreza. Os europeus passaram a adoçar e a misturar especiarias para adequá-lo ao seu gosto. Com o desenvolvimento dos processos industriais e técnicas culinárias, surgiu o chocolate com leite e depois na forma de um sólido. Atualmente, é encontrado em diferentes formas que vão desde o sólido, como o chocolate em pó, as barras, os ovos e os bombons, e líquido, como achocolatado ou chocolate quente. Além de ser consumido puro, é também ingrediente de um grande número de alimentos como bolos (tortas, biscoitos, etc.), mousses, sorvetes e outros doces.
Paralelamente, o chocolate passou a ser associado a determinadas festividades, como por exemplo a Páscoa. Além disso, com as descobertas científicas, foram conhecidas algumas propriedades que o relaciona, especialmente na versão amarga, à saúde humana. Contudo, o mesmo não se aplica a diversos animais domésticos, para os quais pode chegar a ser tóxico.
Também produz-se chocolate das sementes do cupuaçu, espécie da mesma família do cacau. O chocolate produzido do cupuaçu é conhecido como cupulate.

## Etimologia

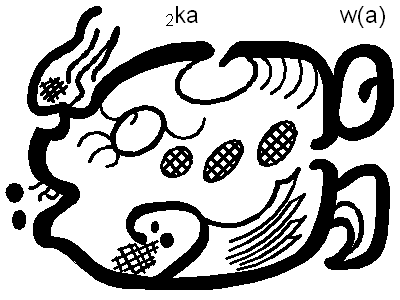
Kakaw ('cacau') escrito na língua maia. A palavra foi escrita de diversas outras maneiras nos antigos textos maias.

A palavra chocolate provém do castelhano chocolate, que por sua vez foi originado a partir de línguas indígenas mesoamericanas. Contudo, sua origem não é completamente esclarecida, existindo versões diferentes para tal. Segundo a primeira, o termo derivaria de chocola'j (ou chokola'j), que significa "beber chocolate juntos". Alguns dicionários afirmam que a palavra vem da língua nauátle, a língua dos astecas, no caso, xocolātl (/ʃo.ko.laːtɬ/), que, por sua vez, é resultado na fusão de xococ "amargo" + atl "água".)
Segundo o filólogo mexicano Ignacio Davila Garibi, os espanhóis criaram a palavra usando o termo maia chocol juntado com o termo asteca atl, que significariam chocol (quente) com o atl (água). Esta última versão é reforçada pelo fato de que, no final do século XVI, a bebida começou a ser conhecida na Europa, mas não com o nome cacau (que era a palavra de origem maia, mas adotado também por astecas e outros povos mexicanos), mas como chocolate, aparentemente um neologismo cunhado pelos espanhóis a partir dos termos maia e asteca que seria traduzido, literalmente, como água quente.

## História

### Origem

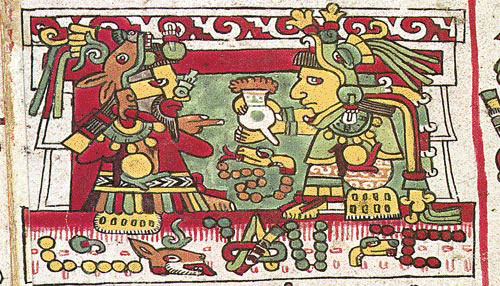
Trecho do Códice Zouche-Nuttall no qual há uma representação de reis da cultura mixteca compartilhando uma bebida de chocolate

O cacaueiro, de nome científico Theobroma cacao, é uma planta nativa de uma região que vai do México, passando pela América Central, até à região tropical da América do Sul. Artefatos com traços de cacau sugerem que uma cultura amazônica localizada no que é hoje o Equador desenvolveu o gosto por produtos de cacau entre 5 450 e 5 300 anos atrás. Os primeiros registros de bebidas achocolatadas mais conhecidas e mais intensamente estudadas  é das sociedades no sul do México e na América Central, como os Olmecas e os maias. No entanto, existem evidências que indicam cultivo anterior a esse período. Desde a sua domesticação, o cacau é usado como bebida e, depois, como ingrediente para alimentos. Durante a civilização maia, era cultivado e, a partir de suas sementes, era feita uma bebida amarga chamada xocoatl, geralmente temperada com baunilha e pimenta. O xocoatl, acreditava-se, combatia o cansaço, além de ser afrodisíaco.

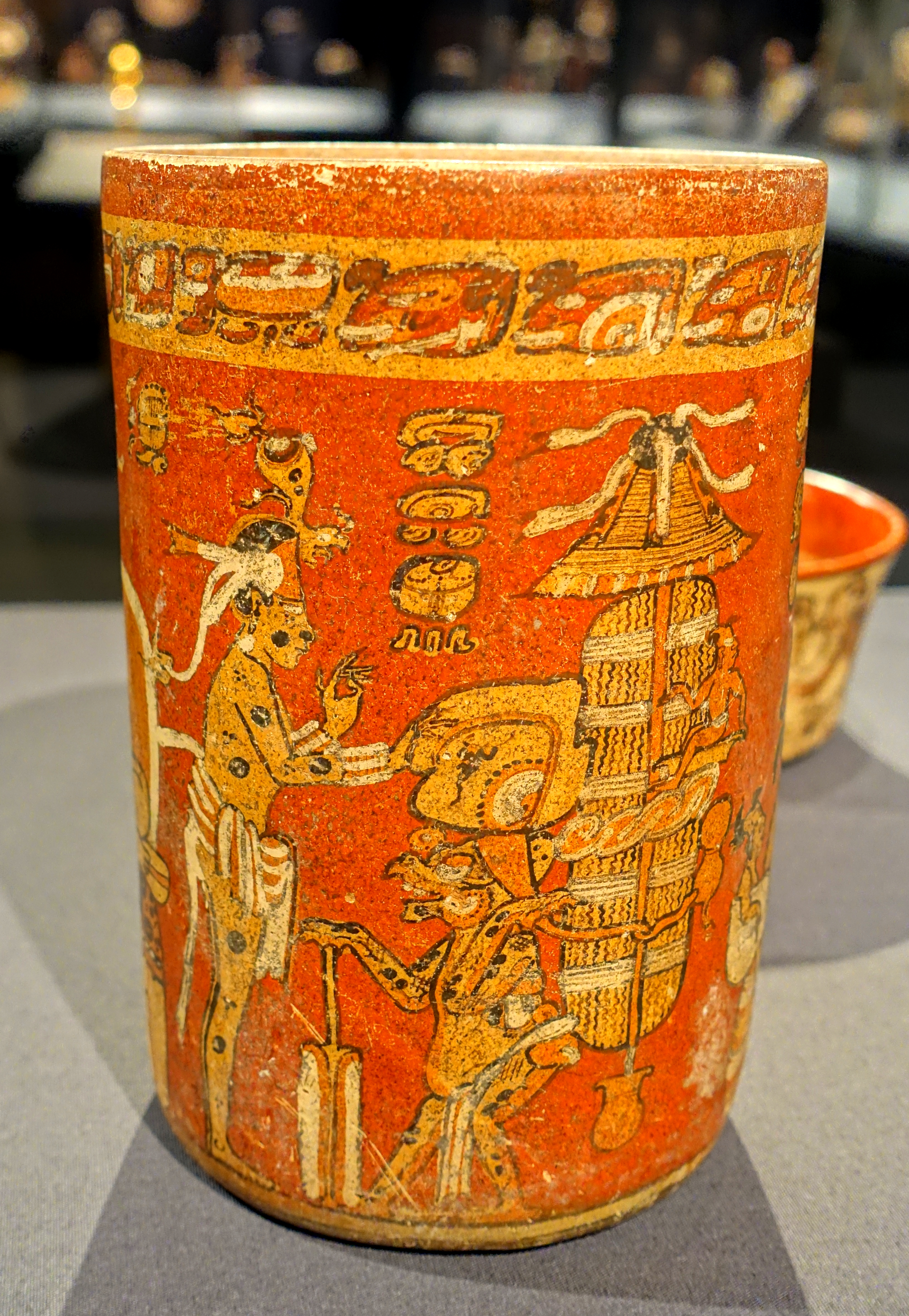
Copo maia de cerâmica para consumo de Xocoatl (séc VII-IX)

Alguns dos vestígios mais antigos de uma plantação de cacau foram datados de 1100 a 1 400 a.C., tendo sido encontrados em Puerto Escondido, localidade do Departamento de Cortés, em Honduras. Pelo tipo de recipientes encontrados e pela análise de seu conteúdo, concluiu-se que eram usados para produzir uma bebida alcoólica pela fermentação dos açúcares contidos na polpa que envolve os grãos, bebida essa que continua a ser feita até hoje em partes da América Latina. Resíduos de chocolate encontrados numa peça de cerâmica maia de Río Azul, na Guatemala, sugerem que já era utilizado como bebida por volta do ano 400 d.C. Documentos maias e astecas relatam que o chocolate era usado tanto para fins cerimoniais como no cotidiano, sendo, no entanto, consumido apenas pela elite.
Por suas reconhecidas propriedades e sua difusão regional, o cacau ganhou grande importância econômica na Mesoamérica na era pré-colombiana. Os Maias usavam os grãos como moeda. Dez favas valiam um coelho e por 100 favas de primeira qualidade adquiria-se um escravo. Durante o Império asteca (1325 a 1521 d.C.), sementes de cacau eram uma forma importante de divisas e meio de pagamento de tributos Um dos principais objetivos da expansão imperial dos Astecas na direção sudeste, durante o século XV, havia sido o de controlar as regiões produtoras de cacau no Istmo de Tehuantepec e no litoral sul da Guatemala. Diz um cronista quinhentista que os armazéns de Montezuma II, em Tenochtitlán, continham mais de 40 mil cargas de amêndoas de cacau, algo estimado em torno de 1 200 toneladas. Grande parte desse tesouro destinava-se a pagar o soldo dos guerreiros e também alimentá-los: Bernal Diaz, o soldado de Cortés e narrador da conquista, informou que somente a guarda do palácio consumia diariamente mais de 2 000 taças da bebida. Seu uso como meio de pagamento continuou até ao século XX, pois em algumas partes da América Central, o cacau ainda era usado como dinheiro.

### Da América à Europa

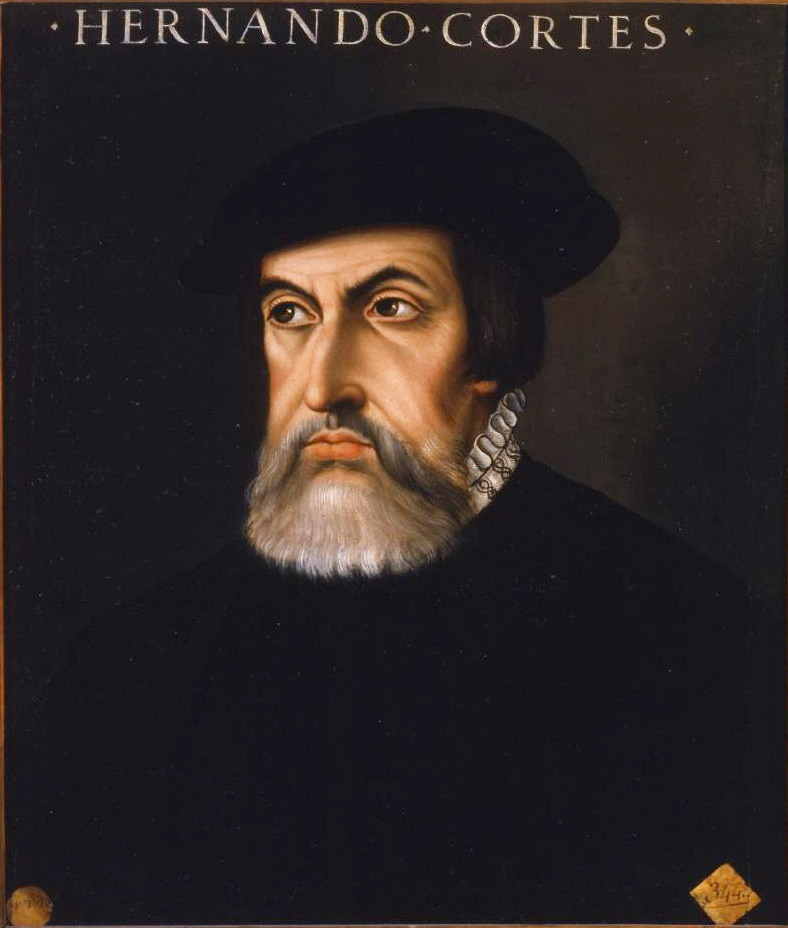
Hernán Cortes

Foi no golfo de Honduras que Cristóvão Colombo, em sua quarta viagem (1502), abordou algumas grandes canoas maias carregadas de panos de algodão, armas, utensílios de cobre e amêndoas de cacau que, segundo o navegador, "eles pareciam ter em grande apreço". Contudo, somente com a conquista do império Asteca por Hernán Cortés em 1519 que os espanhóis descobriram sua utilização.
Os indígenas o tomavam na forma de uma bebida fria, sem nenhum adoçante e, naturalmente, sem leite, o que a tornava desagradável ao paladar europeu, que a consideravam muito amarga. A adição de açúcar de cana, canela e anis a fizeram mais apetecível e ela passou a integrar a dieta criolla tornando-se cada vez mais apreciada. Para melhor conservação durante o transporte marítimo, foi adotada uma forma de preparo que já era conhecida dos guerreiros astecas durante suas longas marchas: o pó era prensado em forma de biscoitos ou tabletes, que no momento do consumo eram derretidos em água (no caso dos espanhóis, quente e adoçada). Mesmo assim, os espanhóis presentes no México levaram algum tempo para se acostumar à bebida de cacau. Cortés teve que impor-lhes seu uso, pois, como escreveu ao imperador Carlos V, "uma taça da preciosa bebida permitia aos homens caminhar um dia inteiro sem necessidade de outros alimentos".
Quando Cortés retornou para a Espanha em 1526, deve ter levado diversas amêndoas que foram consumidas fora do continente americano pela primeira vez. O primeiro carregamento comercial ocorreu em 1585 a partir de Veracruz para Sevilha. Por quase 100 anos, o preparo da bebida permaneceu como um segredo espanhol, e apenas a aristocracia local tinha acesso ao caro produto, até que foi finalmente introduzido na Itália em 1606 e, a partir daí, na França. Logo a bebida se tornaria popular e as "casas de chocolate" se espalharam por toda a Europa. Nos séculos XVII e XVIII o chocolate foi considerado tanto um alimento como um auxiliar da digestão. Por longo período, os espanhóis cultivaram cacau na América Central usando escravos africanos.

### Séculos XVII e XVIII

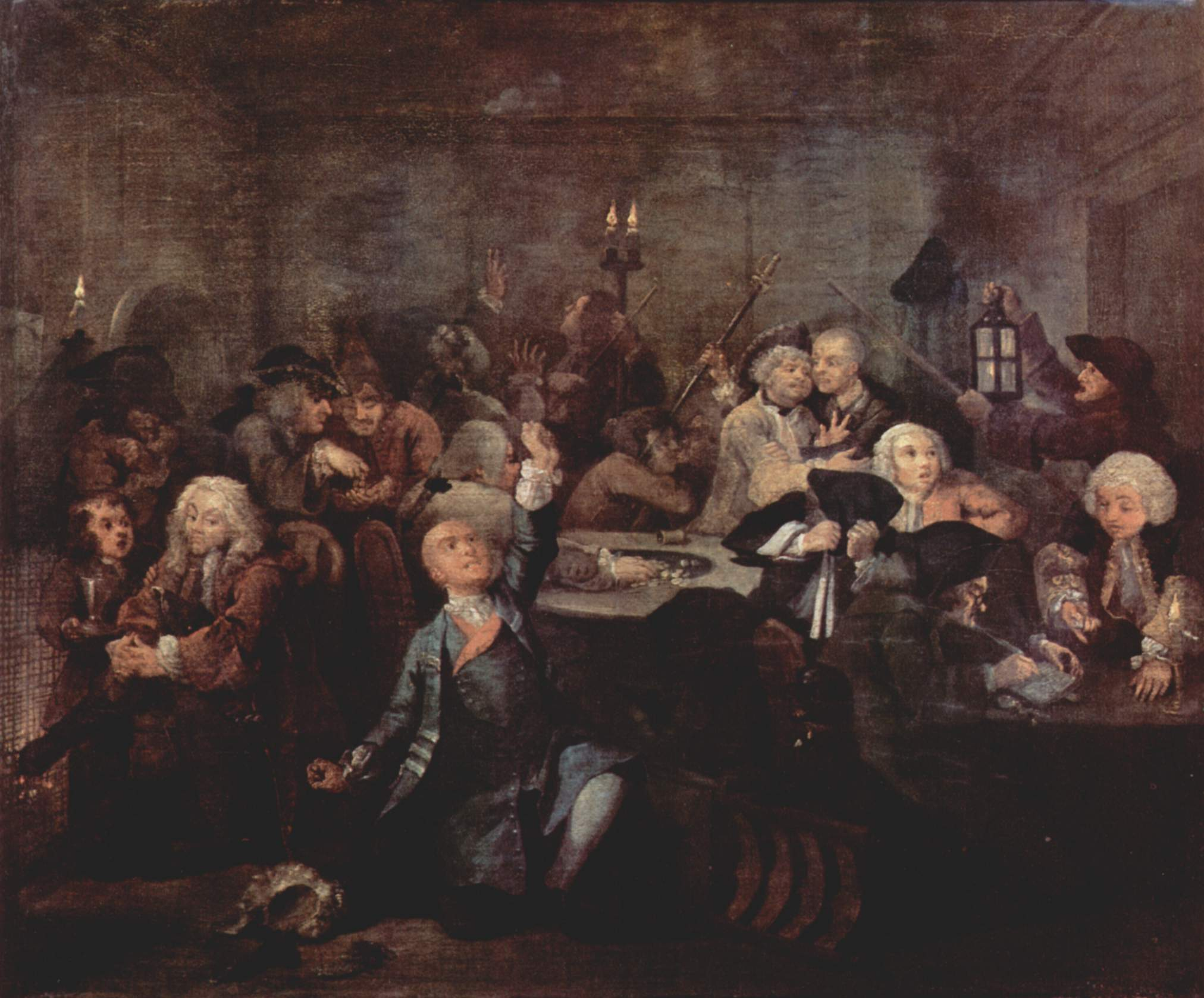
A "Casa de chocolate White's" localizada em Londres serviu como um dos cenário da série de pinturas "Rake's Progress" de William Hogarth.

Com o passar do tempo a demanda cresceu e já não era mais suficiente a produção do México. Ainda no século XVII, os exportadores espanhóis passaram a introduzir sementes na região de Guayaquil, no Equador, e principalmente na Venezuela. Aí, com a farta mão-de-obra escrava, foi desenvolvido cacau de Caracas, reconhecido por sua qualidade, que era exportado oficialmente pela Compañía Guipuzcoana. Paralelamente a este comércio oficial, o contrabando holandês era fonte de divisas para o porto de Amsterdã. A receita também se reproduzia nas ilhas do Caribe, em Trinidad e São Domingos. Além desses estava começando a ser produzido também pelos portugueses no Pará, com exportações para Hamburgo.
Durante o século XVII o chocolate, consumido inicialmente apenas como bebida, passou a ser usado também em forma de doces. Tornou-se uma iguaria apreciada pela nobreza europeia. Na Inglaterra, a primeira chocolataria foi inaugurada em Londres, em 1657. As "casas de chocolate" britânicas eram idênticas às já florescentes "casas de café". Essas casas eram, muitas vezes, cena de jogos, intrigas políticas e distração, tanto que uma casa de chocolate (a White's) foi um dos cenários da série de pinturas "Rake's Progress" de Hogarth.
Com o aumento do consumo e pelo grande valor do produto, logo a França, Inglaterra e Holanda estavam cultivando cacau nas suas colônias caribenhas e depois em outros lugares do mundo. Com o aumento da produção os preços caíram e a bebida tornou-se ainda mais popular. a produção inglesa se iniciou após a tomada da Jamaica em 1655, tendo o cacau passado a chegar regularmente e a um custo menor aos cafés londrinos. Quatro anos depois um jornal da cidade publicava a propaganda de um comerciante: "O chocolate, uma excelente bebida das Índias Ocidentais vendida em Queen's - Headelley... é muito apreciado por suas excelentes qualidades. Ele cura e protege o corpo contra muitas doenças, como se lê no livro que também está à venda". No mesmo ano de 1659, Luís XIV concedeu a David Chaliou, oficial da marinha, o privilégio de "fabricar e vender, por 19 anos, uma composição que se chamava chocolate". Nascia, assim, a primeira fábrica francesa de chocolate. Em 1689, o médico Hans Sloane desenvolveu na Jamaica uma bebida à base de leite com chocolate que foi inicialmente usada por boticários. Posteriormente, em 1897, a formulação foi vendida aos irmãos Cadbury.
Já no século XVIII, a expansão da burguesia e do comércio colonial fizeram crescer ainda mais o consumo na Europa, ao lado do chá e do café, alcançando setores cada vez mais amplos da classe média. Em 1772, só em Madri havia 150 moedores de cacau, organizados em corporações inclusive para se defender da concorrência desleal daqueles que o misturavam com amêndoas, pinhões e bolotas. Até então o cacau ainda era moído manualmente, à maneira dos astecas, mas no mesmo ano de 1772, na colônia americana de Massachusetts, surgiu o primeiro moinho hidráulico, do qual o cacau saia em forma de tortas. Em 1765 surge a primeira fábrica de chocolate nos Estados Unidos, a companhia Baker's. Assim nascia uma indústria chocolateira, com os processos mecânicos substituindo os métodos artesanais. Em 1778, o francês Doret desenvolvia uma máquina para moer, misturar e aglomerar a massa de cacau.
Em meados do século XVII, devido ao desastre demográfico e à estagnação econômica, a Nova Espanha havia decaído como principal região produtora. As planícies litorâneas do Equador, da Venezuela e das Antilhas tomaram o seu lugar, ao lado da Amazônia Portuguesa. Durante o século XVIII o cacau era o principal produto exportado pela Amazônia portuguesa: durante a administração jesuítica embarcavam-se anualmente para Portugal 80 000 arrobas (1 200 toneladas), "fora o muito que se gasta na terra e muito mais o que se perdeu por não haver já navios para ele". Nos anos seguintes esse volume caiu pela metade, mesmo assim, entre 1756 e 1777, ainda era responsável por 61% do valor dos embarques da Companhia Geral de Comércio do Grão-Pará e Maranhão, em Belém.

### Séculos XIX e XX

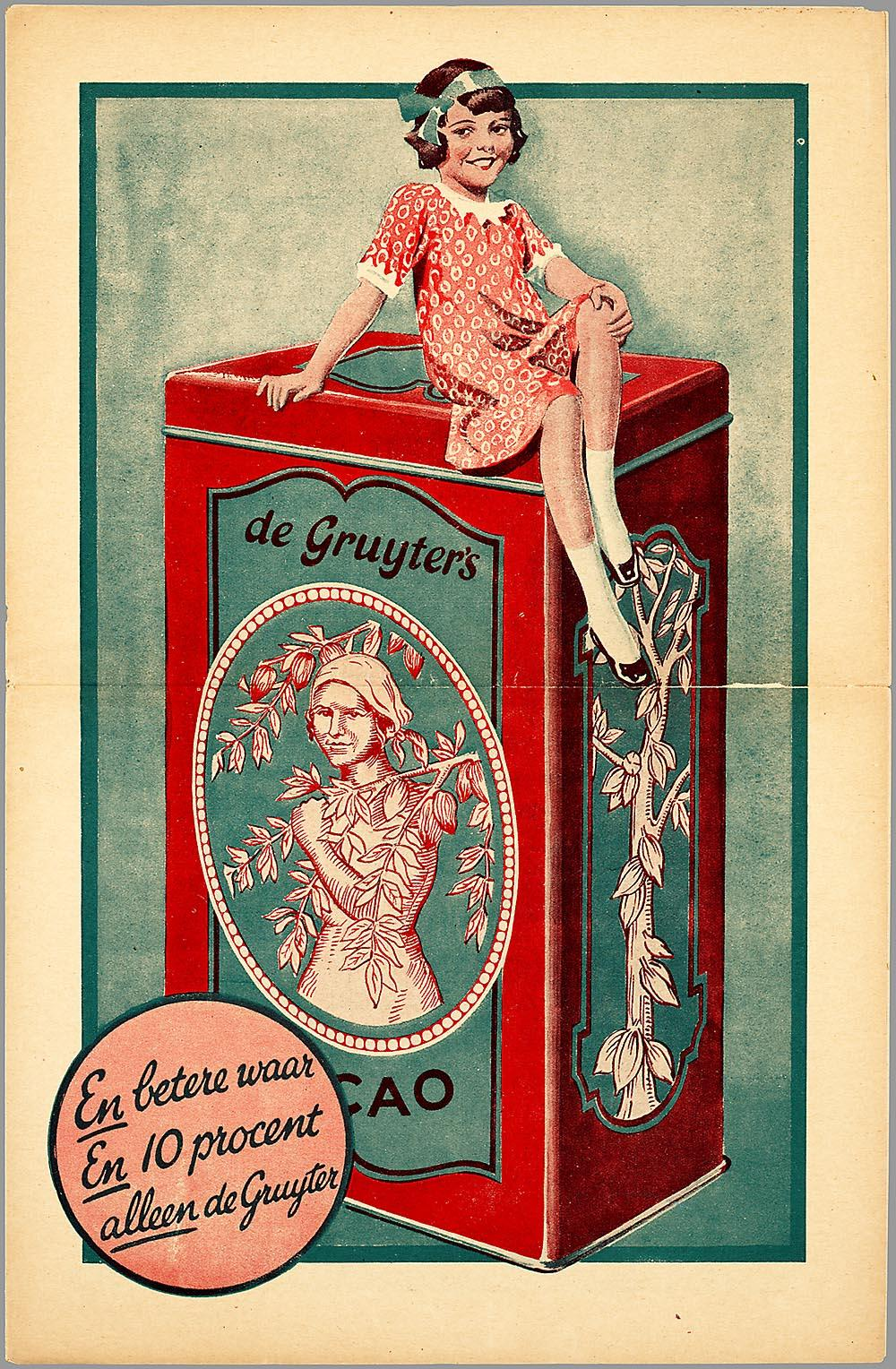
Campanha publicitária de uma fábrica de chocolate feita durante o século XIX

Na primeira metade do século XIX, os portugueses, que já haviam levado o cacau para o Brasil, que se tornou o maior produtor nos primeiros anos do século XX, o levaram também para a Guiné, de onde ele iria difundir-se para outras colônias europeias da África Ocidental e mais tarde para o Sudeste asiático e para a Oceania. No final do século XX as maiores regiões produtoras estavam na África Ocidental.
Também ao longo dos séculos XIX e XX, o chocolate atingiu elevados níveis de qualidade em função dos diversos aprimoramentos realizados. Paralelamente à elevação da qualidade, os preços caíram atingindo setores maiores da população. Desse modo, o seu consumo cresceu de forma acelerada. Em 1850, por exemplo, foram importadas 1 400 tonelada de cacau pela Inglaterra, na virada do século essas importações multiplicaram-se por nove. A partir da segunda metade do século XIX surgiram os primeiros "empresários do cacau". Entre esses destacaram-se membros das famílias Hershey, Caldbury, Fry, Rowntree, Cailler, Suchard, Peter, Nestlé, Lindt e Toble.

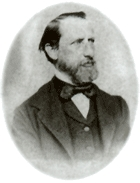
Henri Nestlé, fundador da chocolates Nestlé, foi um dos criadores, juntamente com Daniel Peter, do chocolate ao leite

Em 1819, era construída em Paris pelo químico francês Pierre Pelletier a primeira fábrica que utilizava o vapor no seu processo de fabricação. No mesmo ano, François-Louis Cailler fundava em Vevey a primeira fábrica suíça de chocolate. Em 1831, Charles-Amédée Kohler estabelecia outra fábrica em Lausanne, também na Suíça. Em 1828 o chocolateiro holandês Coenraad J. van Houten patenteou um método de retirada da gordura das sementes torradas. Com a sua máquina, uma prensa hidráulica, Van Houten conseguiu fabricar o cacau em pó. Depois, tratou esse pó com sais, como carbonatos de potássio ou de sódio, para facilitar sua mistura na água. O produto final tinha uma cor escura e um gosto suave. O cacau em pó tornou possível a fabricação do chocolate sólido. Em 1849, o inglês Joseph Fry produziu a primeira barra de chocolate comestível. Nesse mesmo período foram desenvolvidos vários processos que contribuíram para criar o chocolate como é conhecido atualmente. Em 1879, Daniel Peter, chocolateiro suíço, teve a ideia de usar leite condensado, inventado pelo químico Henri Nestlé em 1867, para fazer o chocolate ao leite. Nesse mesmo ano Rodolphe Lindt inventou um processo para melhorar a qualidade dos bombons de chocolate.
Em 1913 foi publicada pela Baker's Company a primeira receita de "tabletes de baunilha", um doce feito com manteiga de cacau, açúcar, leite e baunilha, depois batizada de "chocolate branco" que não leva cacau na fórmula, apenas a gordura tirada da semente. Durante as grandes guerras mundiais o poder energético e antidepressivo do chocolate é reconhecido pelo exército dos Estados Unidos e começa a fazer parte da "ração D" levada pelos soldados. Nos EUA, Forrest Mars lança o M&M's em 1941, pastilhas de chocolate recobertas com uma camada de açúcar colorido. Ele tinha visto soldados espanhóis comerem algo parecido durante a Guerra Civil Espanhola. Atualmente a Mars é a maior compradora de cacau do mundo.
Nos últimos anos as grandes empresas têm passado por um processo de compras fusões e aquisições, o que tem impulsionado uma transformação na indústria dos doces. Após do negócio entre a Mars e a Wrigley, ocorreram outras 24 fusões de empresas menores. Além disso, a americana Hershey's e a inglesa Cadbury, duas das maiores do mundo, também negociam os termos de uma fusão da qual sairiam com 15% do mercado e o primeiro lugar no ranking mundial. Juntas, a Mars e a Wrigley ficaram com 14,4%.

### Chocolate no Brasil

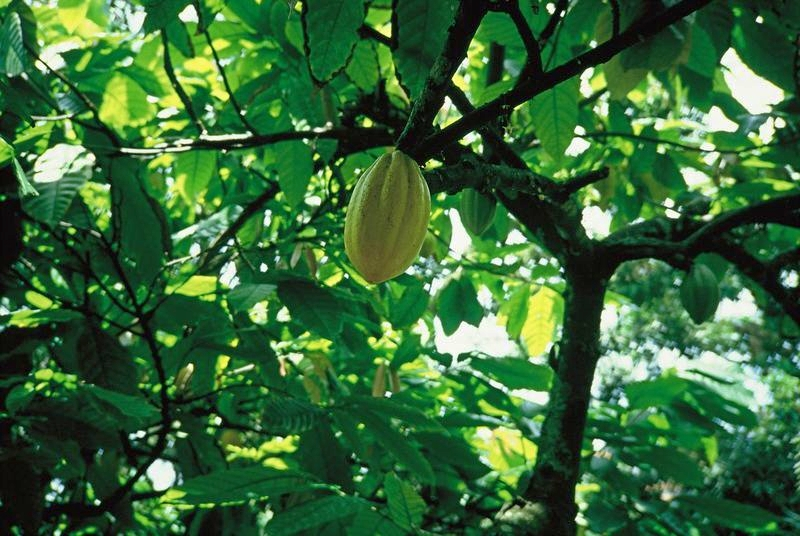
Cultivo de cacau em Ilhéus, sul da Bahia

Apesar de ter sua origem no continente americano, a produção e o consumo de chocolate no Brasil foi introduzido pela colonização dos europeus que já haviam aprimorado suas formas de produção e consumo. A cultura cacaueira foi introduzida no Brasil no século XVII pelos portugueses, sendo um importante produto da Amazônia Portuguesa A partir do Brasil levaram-na também a Guiné, de onde ele iria-se difundir para outras colônias europeias da África Ocidental e mais tarde para o Sudeste asiático e para a Oceania. O cultivo brasileiro em larga escala teve início no século XIX, na região de Ilhéus, no sul da Bahia. As condições climáticas adequadas fizeram com que o país liderasse a produção mundial de cacau no período entre 1905 e 1910. Em 1993 a produção mundial de cacau in natura era de 2,5 milhões de toneladas (duas mil vezes maior que o tesouro de Montezuma), procedentes em 75% de cinco países: Costa do Marfim (840 000 toneladas), Brasil (300 000), Indonésia (280 000), Gana (240 000) e Malásia (195 000). Na safra internacional de 2000/2001 em função da existência de pragas nas cultura, especialmente a vassoura-de-bruxa o Brasil passou a ocupar o 5º lugar, com uma produção de 150 000 toneladas.
Somente a partir da segunda metade do século XIX algumas fábricas foram instaladas no Brasil. Em Porto Alegre os irmãos imigrantes alemães Franz e Max Neugebauer, juntamente com o sócio Fritz Gerhardt, fundaram a empresa Neugebauer Irmãos & Gerhardt em 1891, a qual é a mais antiga fábrica brasileira de chocolate. Em 2008, a Nestlé, a Mondelēz International (antiga Kraft) e a Garoto detinham 90% do mercado brasileiro, enquanto a Mars conta com 3% e o restante do mercado é tomado por centenas de companhias regionais A Mondelēz é a segunda maior fabricante de chocolates do Brasil, com 35,8% das vendas em 2009, segundo a Nielsen, atrás apenas da Nestlé e de sua controlada, a Garoto, que têm 22,5% e 22% do mercado, respectivamente. Além dessas existem outras marcas, são 21 redes que trabalham com chocolate e buscam expansão através de franchising. Atualmente o Brasil é o quarto produtor mundial de chocolate. Um teste realizado pela PRO Teste, em novembro de 2010, com algumas marcas brasileiras de chocolate ao leite revela que o chocolate produzido no Brasil possui boa higiene e qualidade nutricional, além de bom sabor. No entanto, a organização reivindica das autoridades que regras mais claras sejam definidas para garantir a qualidade e a identidade dos chocolates, tendo em conta a quantidade elevada de sacarose detectada.

## Produção
A produção passa por diversas etapas, iniciando-se com o processamento das sementes de cacau feito no local de cultivo, seguida do transporte e do processo industrial.

### Processamento do cacau

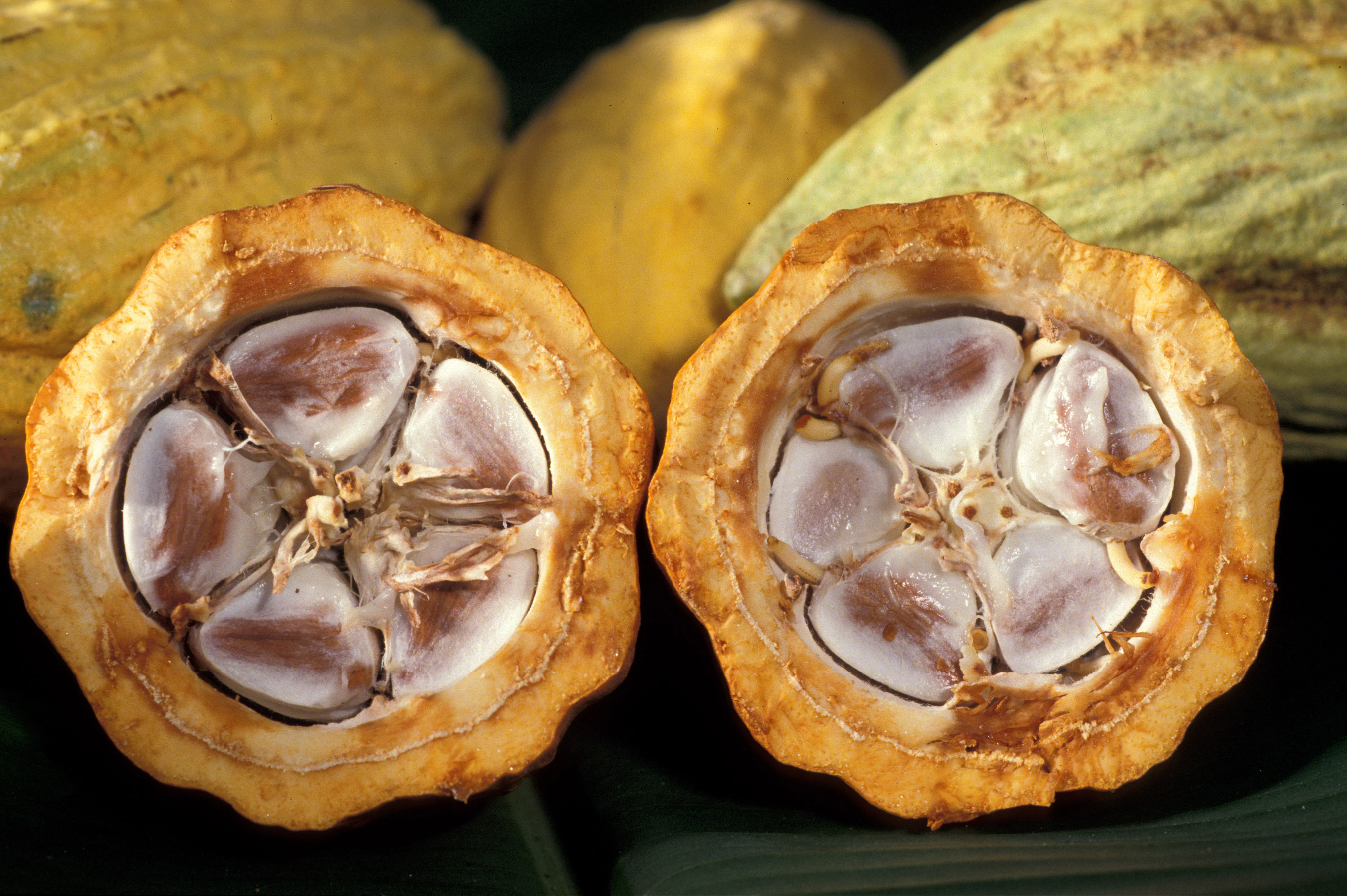
Sementes de cacau no fruto do cacaueiro

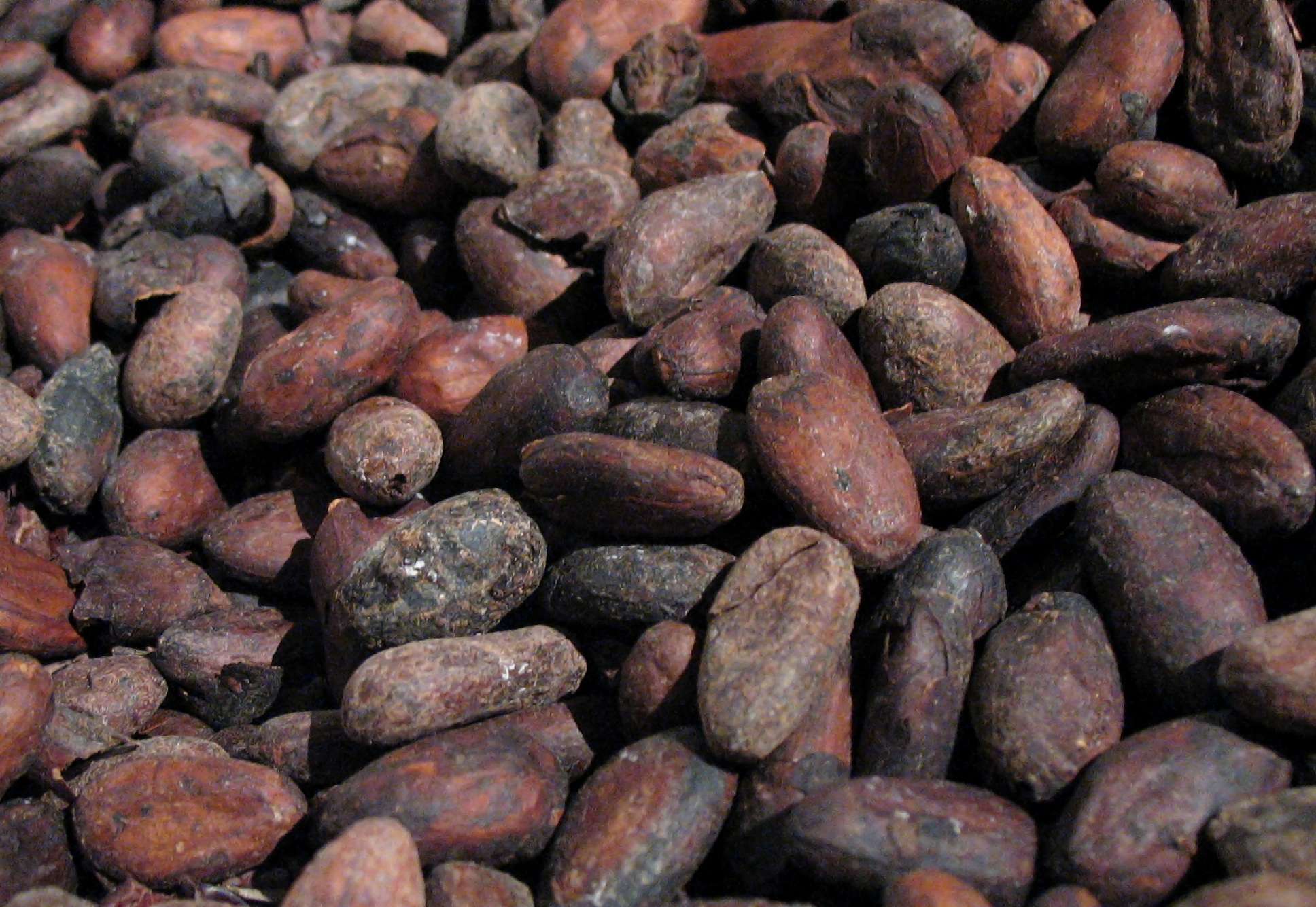
Amêndoas de cacau fermentadas, secas e torradas

A cultura do cacau é considerada de intensiva em mão de obra, pois necessita de trabalhos manuais ao longo de todo o processo. Quase toda a produção provém de pequenas propriedades cultivadas por 3,5 milhões de pequenas famílias em todo o mundo. Sendo que dessas, 2,6 milhões estão na África. De modo geral, o processamento das sementes de cacau passa por três etapas: colheita, fermentação e secagem.
A colheita é manual, pois os frutos não amadurecem ao mesmo tempo, além disso, deve ser feita cuidadosamente para evitar danos à camada externa do caule, pois esses danos permitem a infiltração de pragas. Os frutos são colhidos maduros, sendo a maturação determinada em função da cor e pelo ruído que o fruto faz ao ser levemente sacudido. Em seguida, os frutos são abertos e as sementes, selecionadas. Logo após a colheita é iniciada a fermentação dos grão Por essa razão, o chocolate é um alimento fermentado, sendo que esse processo inicia a formação de numerosos compostos que determinam o sabor e o aroma (bouquet) posterior.
Em seguida ocorre a secagem. A melhor maneira de secar grãos é colocá-los sob o sol, contudo, em regiões de clima úmido, as amêndoas são secas dentro de estruturas com circulação forçada de ar quente acionadas por ventiladores. Esse método pode, ocasionalmente, causar problemas, pois se a secagem ocorrer muito rapidamente algumas das reações químicas iniciadas no processo de fermentação não cessam tornando as amêndoas ácidas ou amargas. Além disso, há o perigo de contaminação pela fumaça da madeira ou por vapores de outros combustíveis, pois os grãos apanham facilmente cheiros estranhos. Contudo, se é lenta pode haver o crescimento de bolores. Na secagem, que demora alguns dias, as sementes perdem quase toda sua umidade, o que resulta na redução de mais da metade de seu peso. Uma vez que os grãos são secos, eles estão prontos para serem enviados para a indústria.
Estas fases iniciais se realizam in situ nos países produtores de cacau, e têm como missão preparar os grãos para o transporte às regiões produtoras de chocolate. O transporte deve ser realizado de modo a evitar a umidade e a absorção de aromas de outras fontes.

### Produção do chocolate

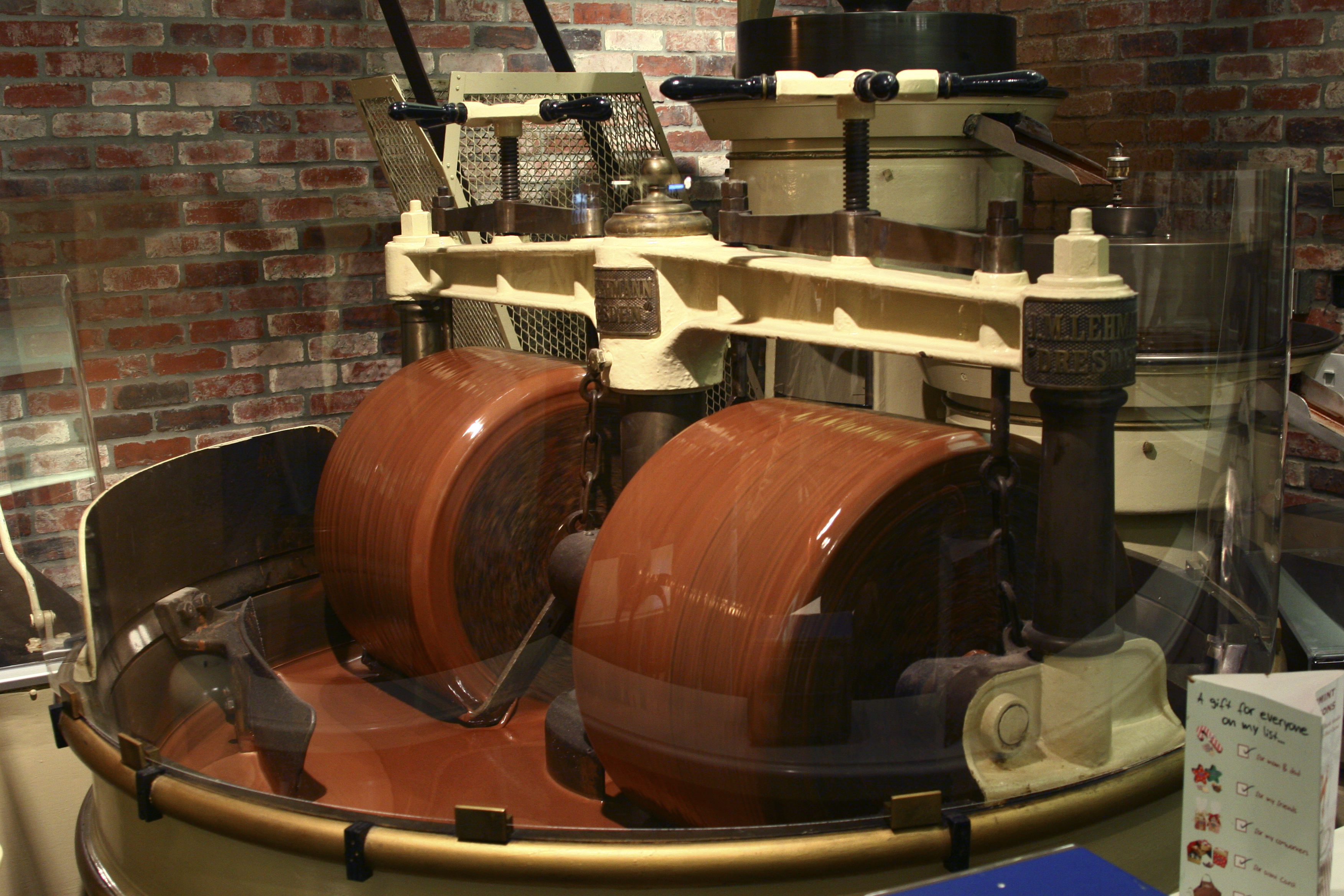
Misturador de chocolate, em São Francisco, Estados Unidos

Na fase estritamente industrial um número maior de etapas são necessárias. Independente do seu uso, todos os grãos passam obrigatoriamente por uma limpeza, torrefação, descasque e moagem. A partir da moagem o processo pode seguir por diferentes vias.
Ao chegar às fábricas, as amêndoas passam por um controle de qualidade e por uma limpeza que visa a eliminação de impurezas, tais como sujeira das sacas, galhos, pedrinhas, areia, dentre outros contaminantes físicos, que é feita mecanicamente através de um sistema de escovas e peneiras. Em seguida são torradas. Esse é o primeiro passo crítico no desenvolvimento de aroma que provém diretamente da fabricação: o aroma de torrado. Existem duas abordagens principais para a torragem: a primeira é a torra por um curto período de tempo em alta temperatura, que produz um forte sabor de chocolate, mas elimina qualquer nota aromática sutil, como as florais, além do risco do desenvolvimento de sabor de queimado ou de torrado em excesso. A segunda é torrar lentamente em temperaturas mais brandas, o que permite a manutenção de sabores mais delicados, mas pode fazer com que não seja desenvolvido o sabor base do chocolate. Após a torrefação é feito o descasque. Nessa etapa uma máquina remove as cascas, deixando as sementes limpas, que são chamadas NIBs. Na sequência os NIBs são moídos por rolos de diversos tamanhos até se obter uma massa de partículas finas chamada de pasta, massa, ou licor de cacau.

Curvas de cristalização para temperagem do chocolate amargo (Noir), ao leite (Au Lait) e Branco (Blanc)

Depois da moagem, a massa de cacau pode seguir dois caminhos: ou vai para a prensagem, ou recebe a incorporação de mais manteiga de cacau. Na prensagem é extraída a manteiga de cacau, que deixa para trás uma massa sólida, que é pulverizada em cacau em pó. A manteiga de cacau é reservada para ser incorporada a outra massa de cacau para produção do chocolate. A partir dessa etapa também começa haver diferenças em função do tipo de chocolate a ser fabricado. Para fazer o chocolate amargo, a massa de cacau, o açúcar e baunilha são misturados. Para o chocolate ao leite, o leite e o açúcar são misturados e então misturado com a massa de cacau, enquanto o branco é feito apenas com manteiga de cacau, açúcar e leite. Em seguida, os ingredientes são misturados em um tanque.
Depois de misturados, os chocolates amargo e ao leite passam pela mesma etapa de processo, no caso, a refinação. Nesta etapa a mistura é pressionada por uma série de cilindros pesados (cilindros de refinação) que pressionam os ingredientes até obter uma mistura de flocos secos finos. Manteiga de cacau e uma pequena quantidade de agente de emulsão são adicionados ao floco e então misturadas para formar uma pasta homogênea pronta para a conchagem. A conchagem é fase em que a massa recebe nova adição de manteiga de cacau. Durante essa etapa, a massa é revolvida continuamente, até se transformar em um líquido espesso e cremoso, desenvolvendo o aroma e o sabor que caracterizam o chocolate.

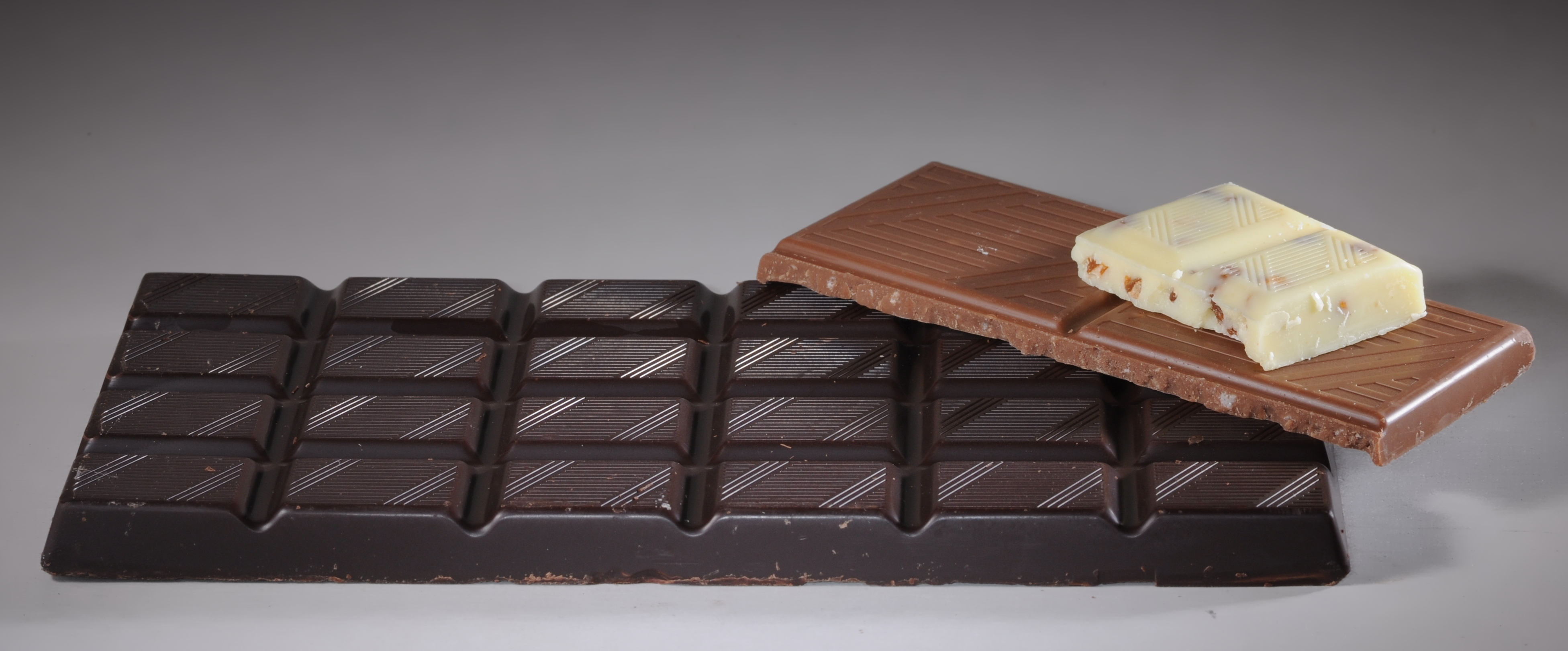
Três tipos de chocolate suíço

Essa etapa, por ser realizada em temperatura elevada (60 °C a 80 °C), reduz a umidade, elimina compostos voláteis indesejados, equilibra os aromas (incorporação eventual de baunilha) e dá à emulsão uma textura aveludada. As conchas, como as máquinas são conhecidos, têm rolos pesados que movimentam para frente e para trás a massa de chocolate em um processo que pode levar de de algumas horas a até sete dias.
As fases finais da produção são temperagem, moldagem e revestimento. Na etapa de temperagem a mistura passa por ciclos de aquecimento e arrefecimento. Esta etapa é necessária devido à natureza polimórfica da manteiga de cacau, assim, o chocolate deve ser pré-cristalizado. Essa cristalização controlada visa a indução da formação de cristais estáveis na manteiga de cacau. Desse modo, a têmpera é responsável por características de qualidade como dureza e quebra à temperatura ambiente, rápida e completa fusão na boca, brilho, contração durante o desmolde e rápido desprendimento de aroma e sabor quando consumido. Nessa fase, o chocolate está quente e líquido e é colocado em uma temperatriz para cristalizar, primeiro reduzindo sua temperatura até o ponto de fusão e depois elevando a temperatura segundo uma "curva de cristalização" com três níveis de bem definidos: as maiores para o amargo, as intermediárias para ao leite e as menores para o branco.

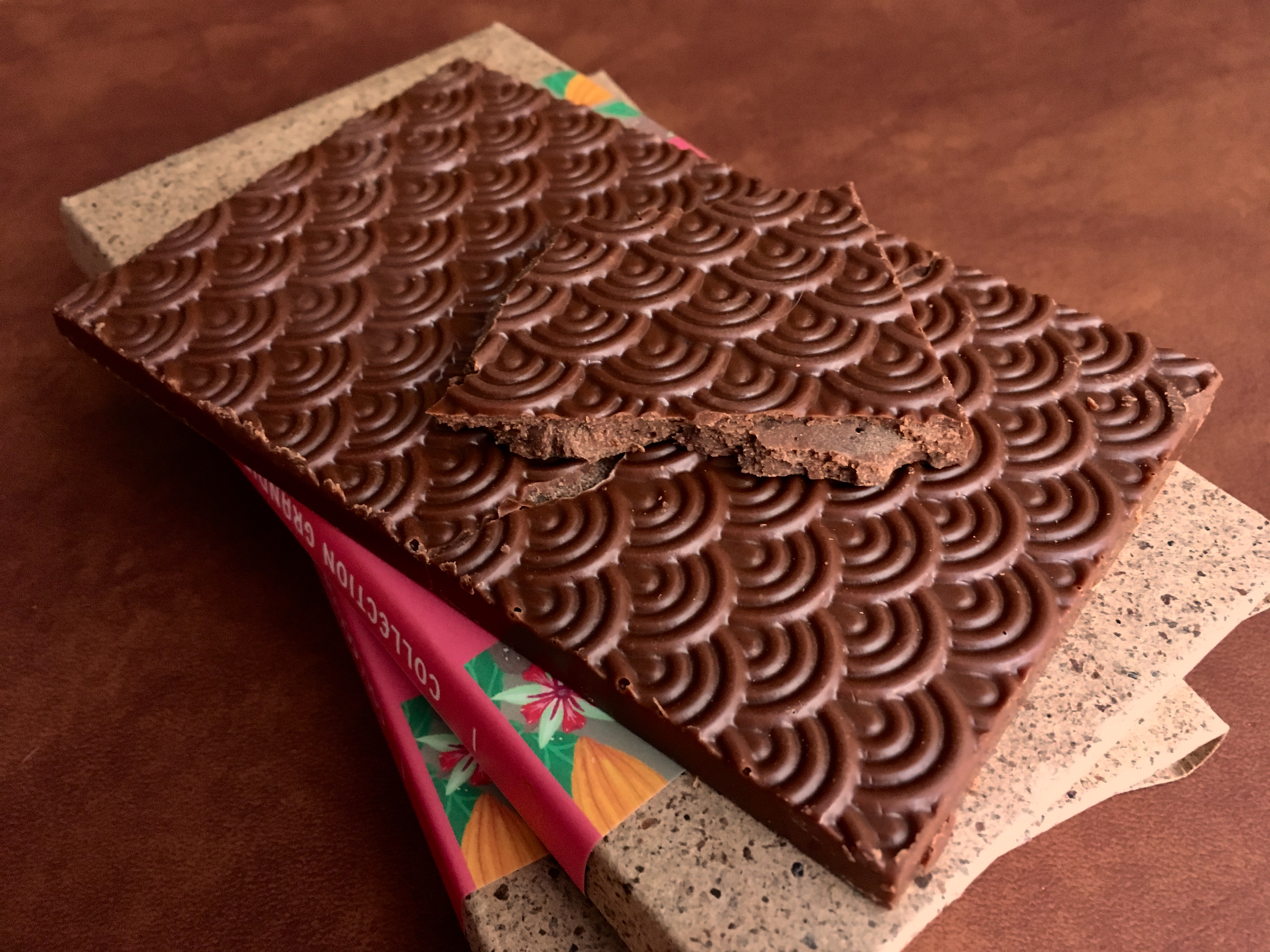
Barra de cupulate.

Em seguida é feita a moldagem, etapa na qual o chocolate ainda pastoso é colocado em formas para que adquira o formato desejado. Nas barras crocantes são adicionados recheios de castanhas, de amêndoas ou flocos de arroz antes de encherem as formas. Depois os chocolates são resfriados até ficarem sólidos e estarem prontos para a embalagem automática. As formas são geralmente submetidas a um mecanismo vibratório, que espalha o chocolate de maneira uniforme, sendo o resfriamento feito em uma câmara de resfriamento. A última fase, o revestimento, aplica-se apenas às barras recheadas e aos bombons e consiste em adicionar camadas de chocolate sobre o chocolate ou recheio já solidificado.
Atualmente, algumas outras alternativas vêm sendo usadas na produção do chocolate, como o cupuaçu, planta que pertence à mesma família do cacau, e que é a base para a produção do cupulate. O cupulate ("chocolate de cupuaçu") é muito similar ao chocolate feito do cacau, porém, sendo isento de cafeína e teobromina.

### Ingredientes

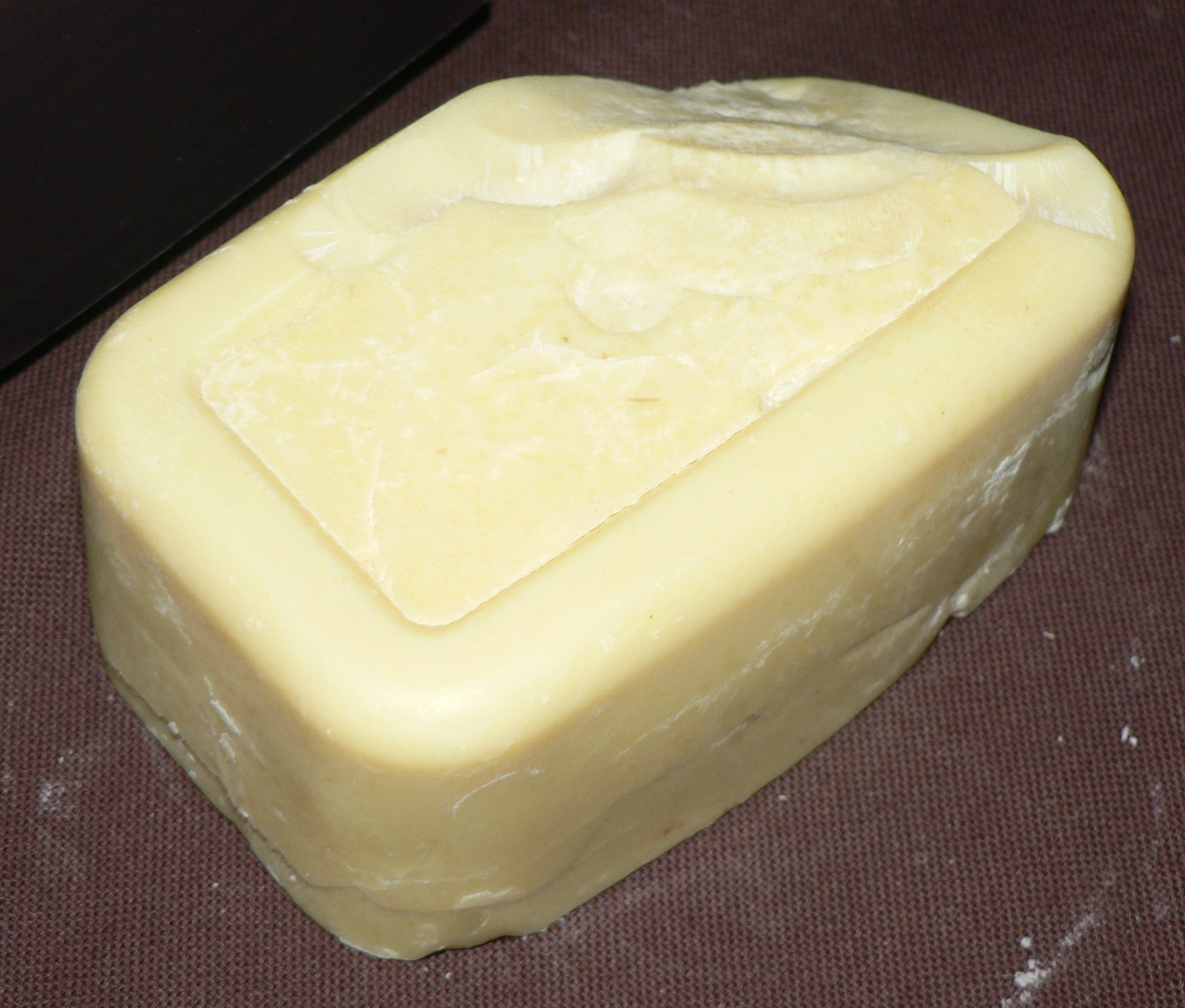
Manteiga de cacau, um dos principais ingredientes do chocolate branco

O chocolate puro é feito de matérias-primas-chave, os grãos de cacau e o açúcar. Contudo, a composição completa varia em todo o mundo devido à diferença de gostos e legislação, que trata principalmente de parâmetros como porcentagem de cacau e sólidos do leite adicionais, quantidade e tipos de gorduras vegetais permitidas. Os principais ingredientes são os açúcares, manteiga de cacau, leite em pó, leite condensado, cacau em pó, sorbitol, lecitina de soja, aromatizantes e edulcorantes.
O cacau é a base do chocolate e contribui para textura, cor e sabor e, também, para a redução de atividade de água, aumentando a durabilidade. Uma característica bastante importante é a cor, pois a coloração final dos produtos desencadeia expectativas de paladar. O tipo de cacau utilizado e as misturas entre diferentes tipos definem e diferenciam cada tipo de chocolate. Entre os açúcares usados, têm-se, basicamente, a sacarose, embora outros como o xarope de glicose e o açúcar invertido possam ser usados. Esses ingredientes são responsáveis pelo sabor doce além de serem agente de corpo dos produtos. De modo geral, a quantidade de açúcar está ligada à qualidade final, além de ser importante quanto ao preço final, pois o açúcar é mais barato que os grãos de cacau e ainda mais que a manteiga de cacau.
As gorduras encontradas no chocolate incluem a manteiga de cacau, a gordura do leite e gordura vegetal, no entanto, os chocolates de qualidade superior usam exclusivamente a gordura do próprio cacau, numa proporção aproximada de 30% Desde os anos de 1930 existe um interesse maior no uso de outras gorduras. Isso ocorreu devido à incerteza de suprimentos e aos custos da manteiga de cacau, dependentes do mercado flutuante do grão. A adição dessas diferentes gorduras altera a forma cristalina da gordura produzindo alteração no perfil de fusão da gordura, o que altera as características do produto final. Para uma substituição total ou parcial, são usadas gorduras classificados como: substitutas (CBS "cocoa butter substitutes" e CBR "cocoa butter replacers"), similares à de cacau em suas propriedades físicas, mas não totalmente compatíveis para misturas, que são subdivididas em láuricas (CBS) e não-láuricas (CBR); e equivalentes (CBE "cocoa butter equivalents"), similares em suas propriedades físicas e químicas, sendo compatíveis para misturas em qualquer proporção, pois contêm quase os mesmos ácidos graxos e acilgliceróis da manteiga de cacau.
Outros ingredientes de grande importância e que têm seu uso disseminado nos chocolates são a lecitina de soja, que atua como emulsificante e estabilizante e a baunilha, também substituída pela vanilina artificial, como aromatizante.

## Tipos de chocolate
O chocolate é, em geral, uma mistura de pasta de cacau em pó, manteiga de cacau e açúcar. De acordo com as proporções utilizadas, obtêm-se diferentes qualidades, texturas e aromas. Os chocolates com mais porcentagem de manteiga de cacau são mais gordurosos e se derretem melhor na boca. Os chocolates com maior quantidade de pasta de cacau em pó são de sabor e aroma mais intensos. Além dessa tipo, que geralmente consumido em forma de tabletes e bombons, há o chocolate em pó para uso culinário e o achocolatado que pode ser bebido com leite.

### Chocolate em pó

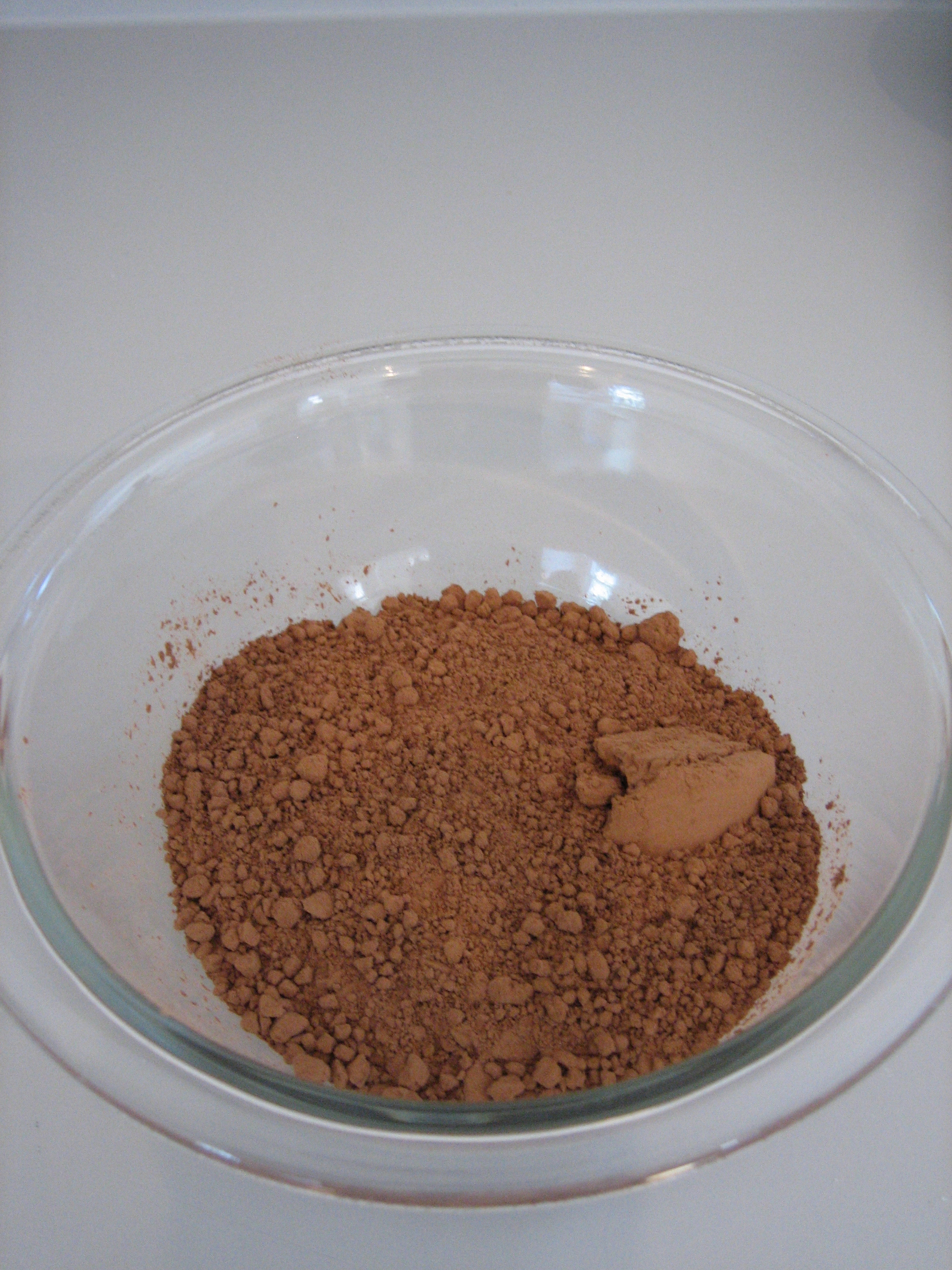
Cacau em pó

O chocolate em pó é feito com a amêndoa de cacau moída, sem a manteiga, sendo muito utilizado em receitas, inclusive de brigadeiro e chocolate quente. Pode ser amargo, e aí possui o nome de cacau em pó, meio amargo e doce, que não deve ser confundido com chocolate solúvel (ou achocolatado) para saborizar o leite.

### Variedades
Quando apresentado na forma sólida possui algumas versões que diferenciam-se em função do acréscimo em partes diferentes de seus componentes individuais.
- Chocolate amargo: feito com os grãos de cacau torrados sem adição de leite. É também chamado de "chocolate puro", pois além do cacau leva apenas açúcar.[37] Neste caso existem as variações extra amargo (75 a 85% de cacau), amargo (50 a 75%) e meio amargo (35 a 50%).[35][37] É mais usado em confeitaria, com algumas versões permitem a sua utilização como base para sobremesas, bolos e bolachas.[34] Caracteriza-se pela cor escura e paladar amargo.[36]
- Chocolate ao leite (no Brasil) ou chocolate de leite (em Portugal): leva na sua confecção leite em pó ou leite condensado. A maior parte dos fabricantes europeus usam leite condensado, conforme escolha original de Peter e Nestlé, enquanto os produtores britânicos e americanos usam o leite em pó.[37] Neste tipo os teores de cacau estão entre 30 e 40%.[35]
- Chocolate branco: feito com manteiga de cacau, leite, açúcar e lecitina, podendo ser acrescentados aromas como o de baunilha.[27][37] Foi criado apenas no século XX.[13] É o mais doce e de textura bem cremosa.[35]
- Chocolate Rubi: Criado no início da século XXI, consiste em um chocolate levemente ácido,[38] com sabor situado no meio-termo entre o chocolate ao leite e o chocolate branco.[39] Destaca-se pela sua coloração naturalmente rosada, a qual é obtida sem recurso à adição de quaisquer corantes ou conservantes.[40]
- Couverture: termo em francês que define o chocolate rico em manteiga de cacau, utilizados pelos profissionais chocolateiros.[37]
- Diet: composto por massa e manteiga de cacau, leite em pó, sorbitol e sacarina (usados em substituição do açúcar) e vanilina. O chocolate diet é sempre nobre já que não pode ser misturado com óleos e gorduras. Apesar de não ter açúcar em sua composição, eles são altamente calóricos.[35][36] O chocolate dietético, em geral, é vendido em barras. Podem-se criar produtos banhados e recheados destinados aos apreciadores de chocolate dietético ou para os diabéticos.[33]

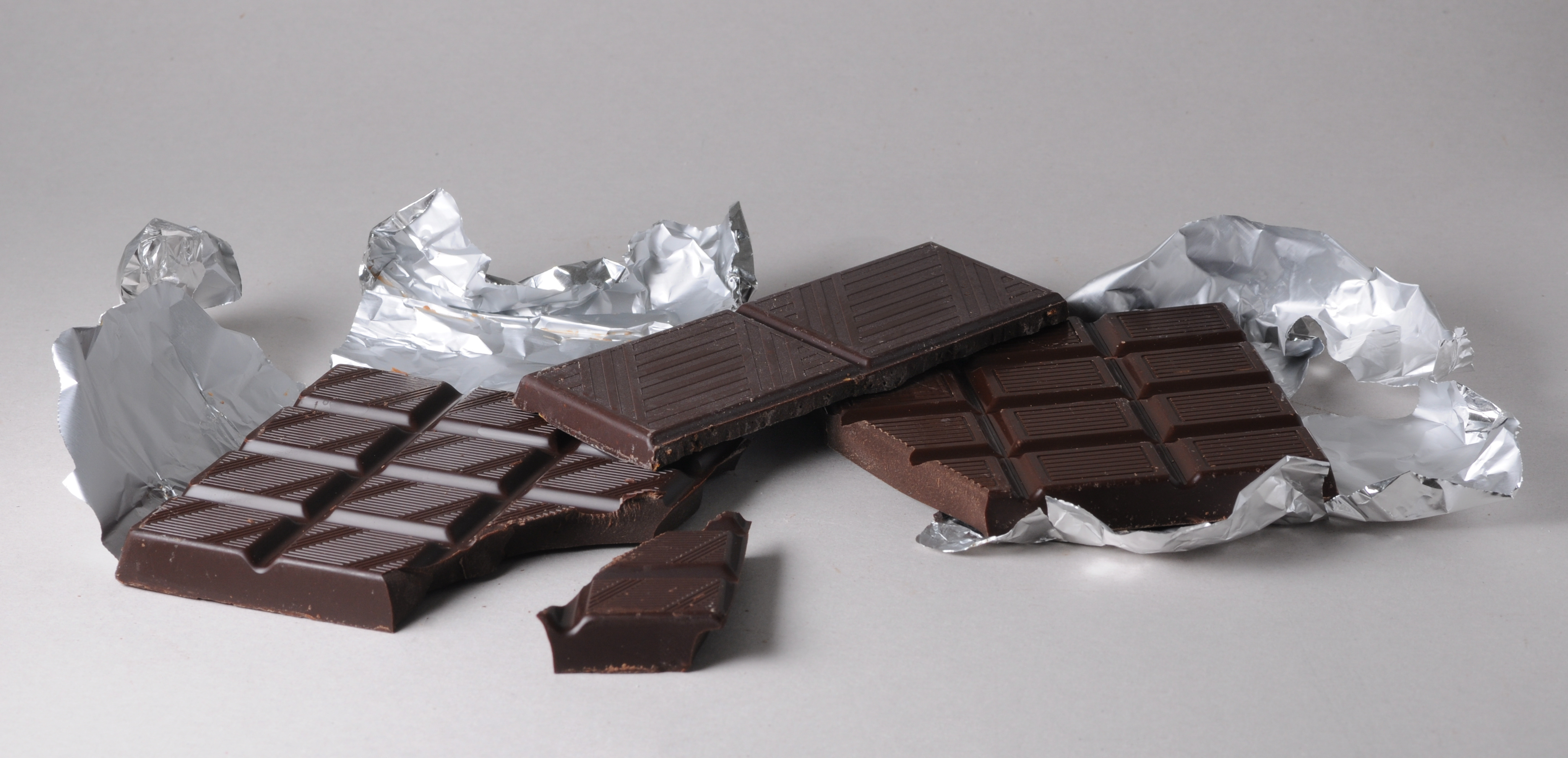
Chocolate amargo
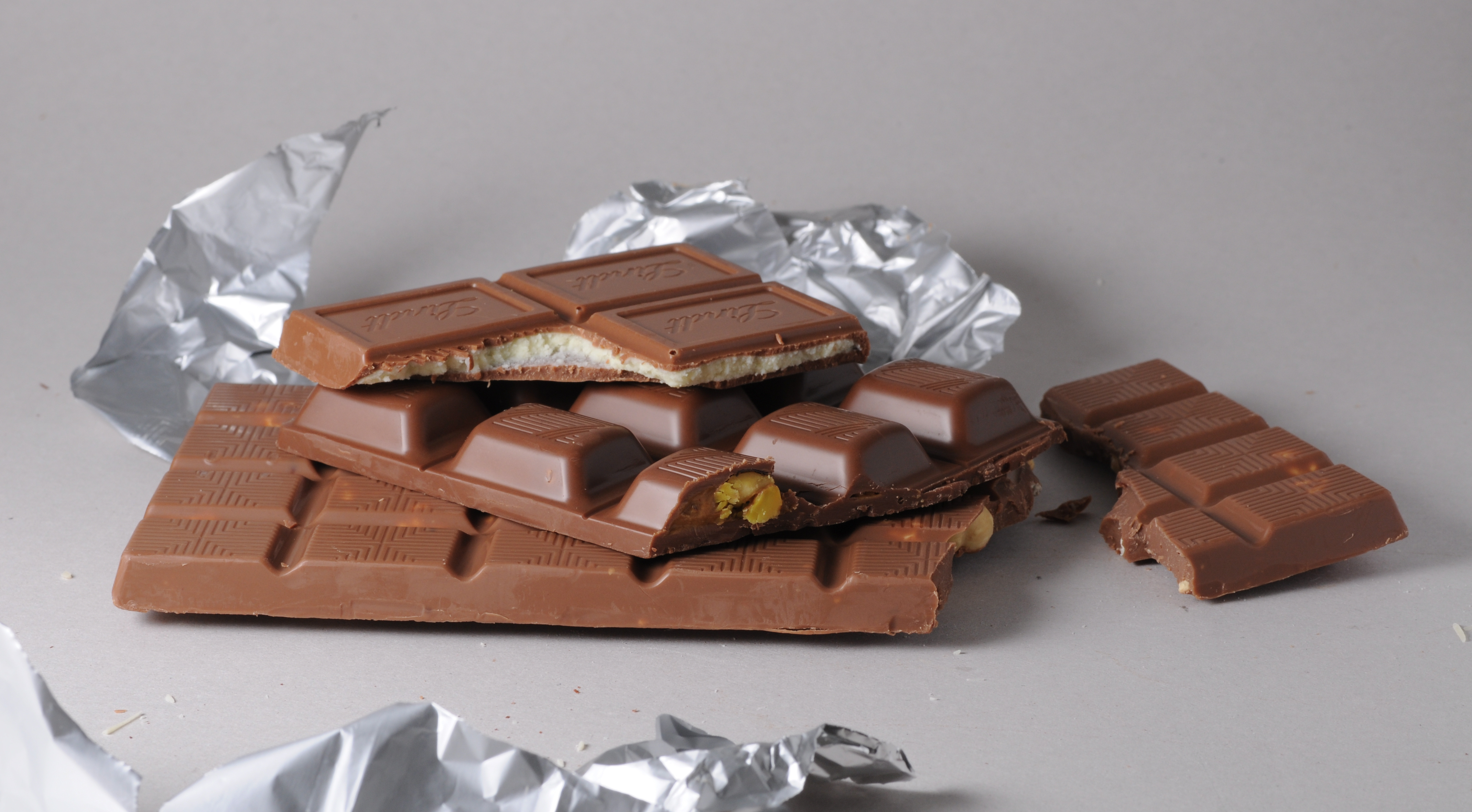
Chocolate ao leite
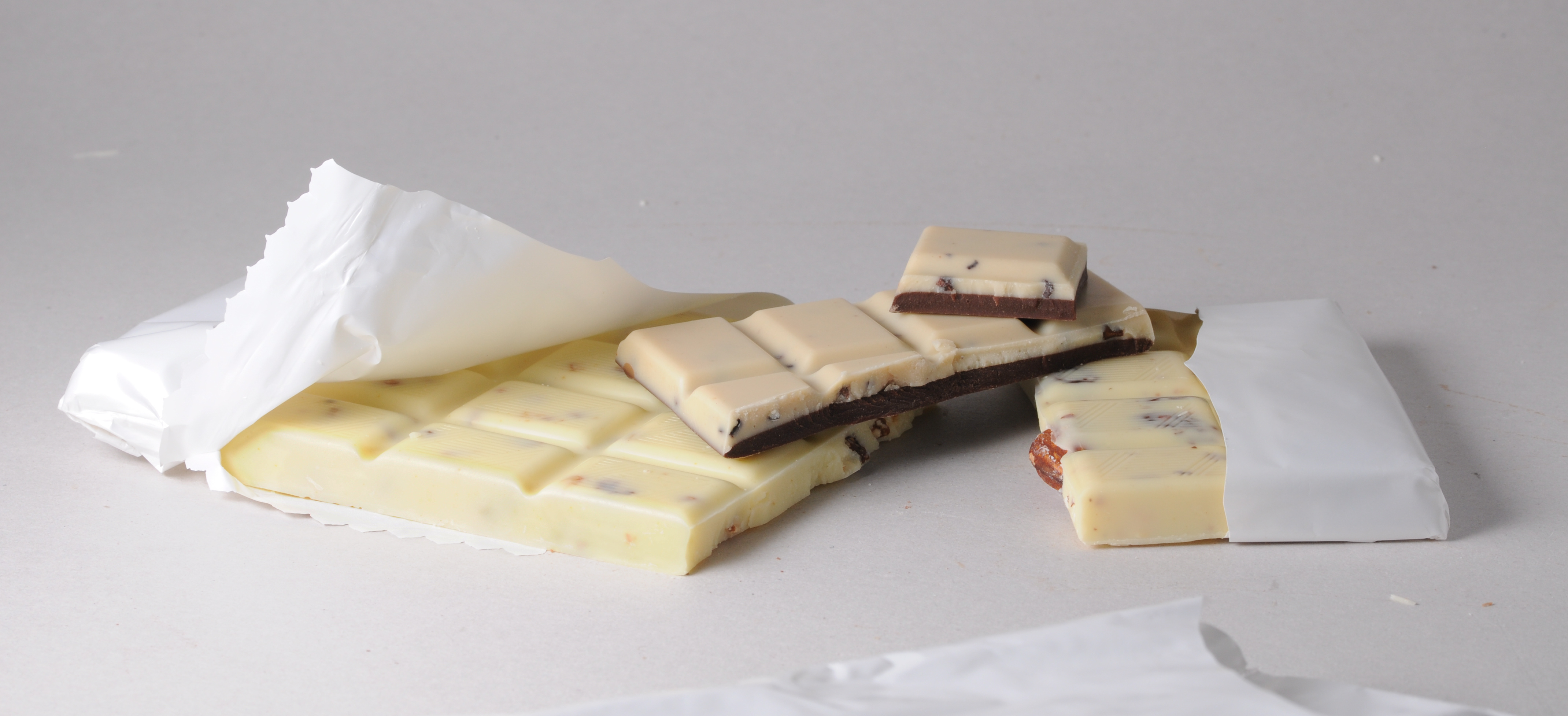
Chocolate branco
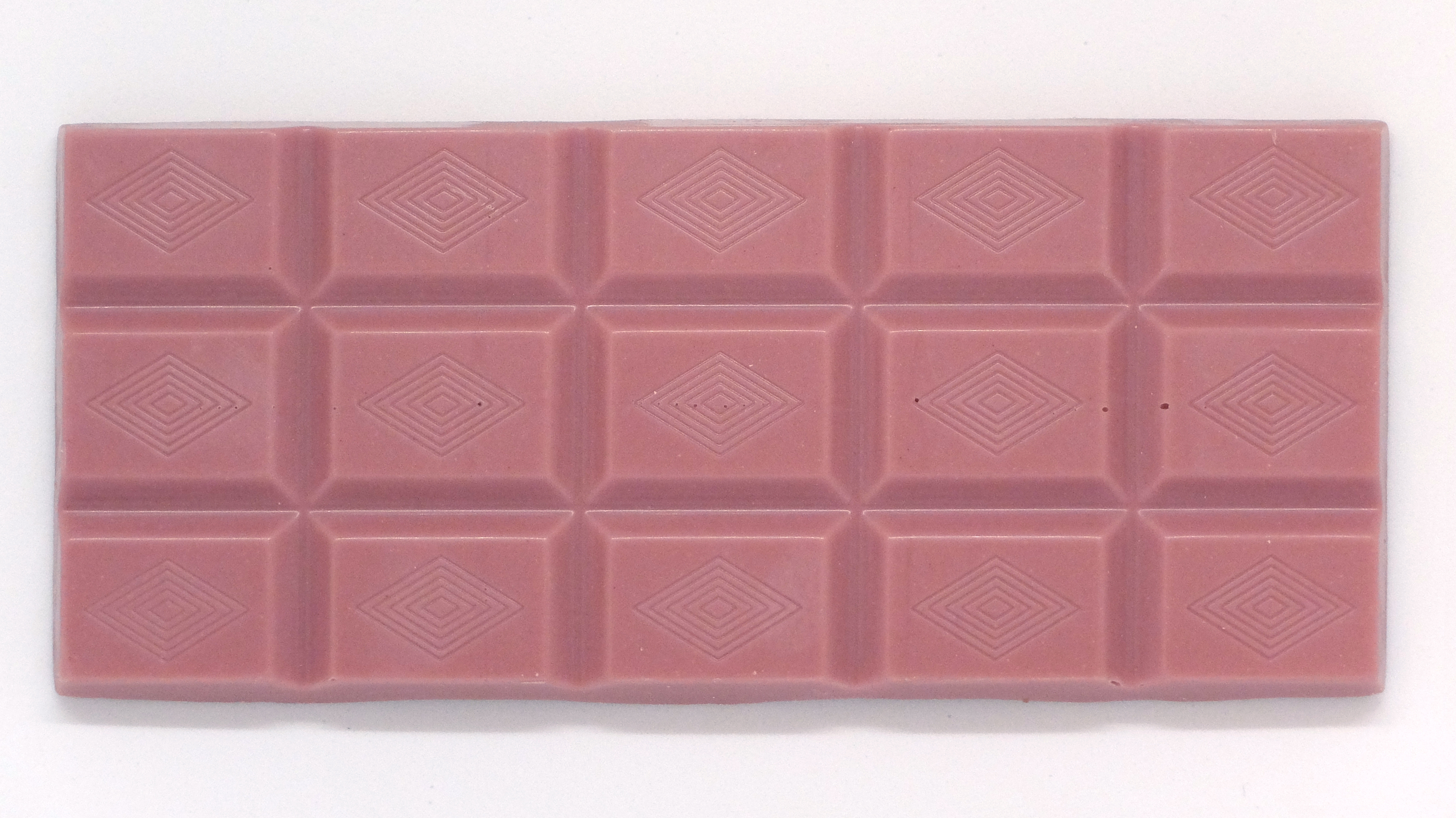
Chocolate Rubi

### Apresentação (ou formato)

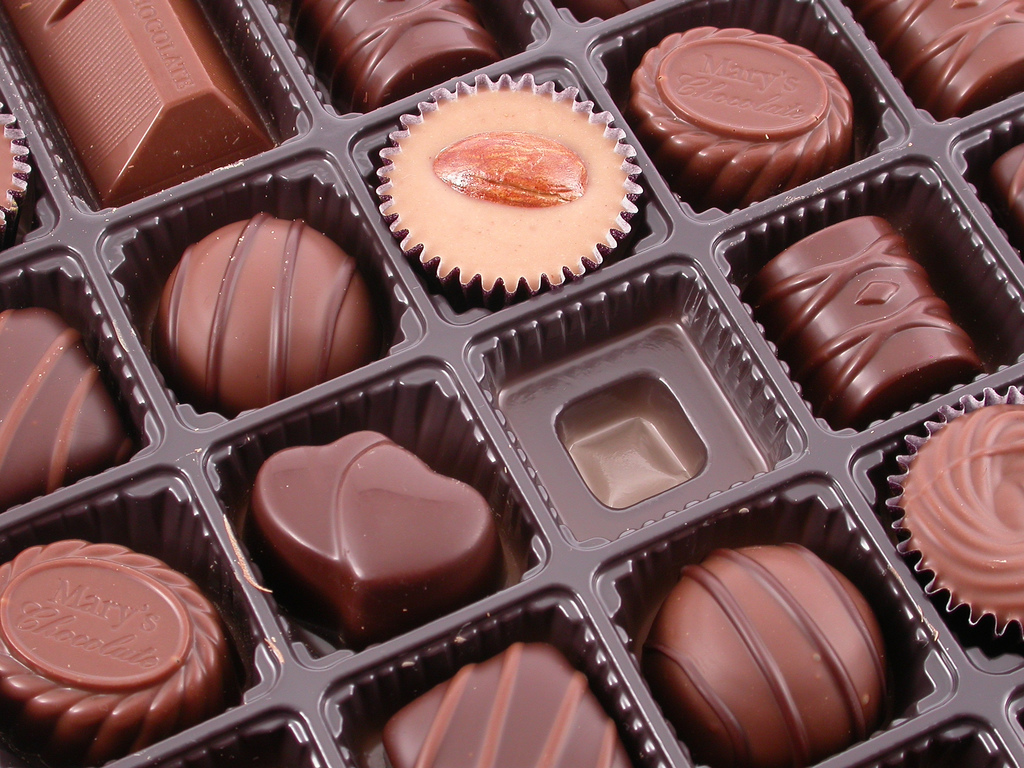
Caixa com diferentes bombons de chocolate

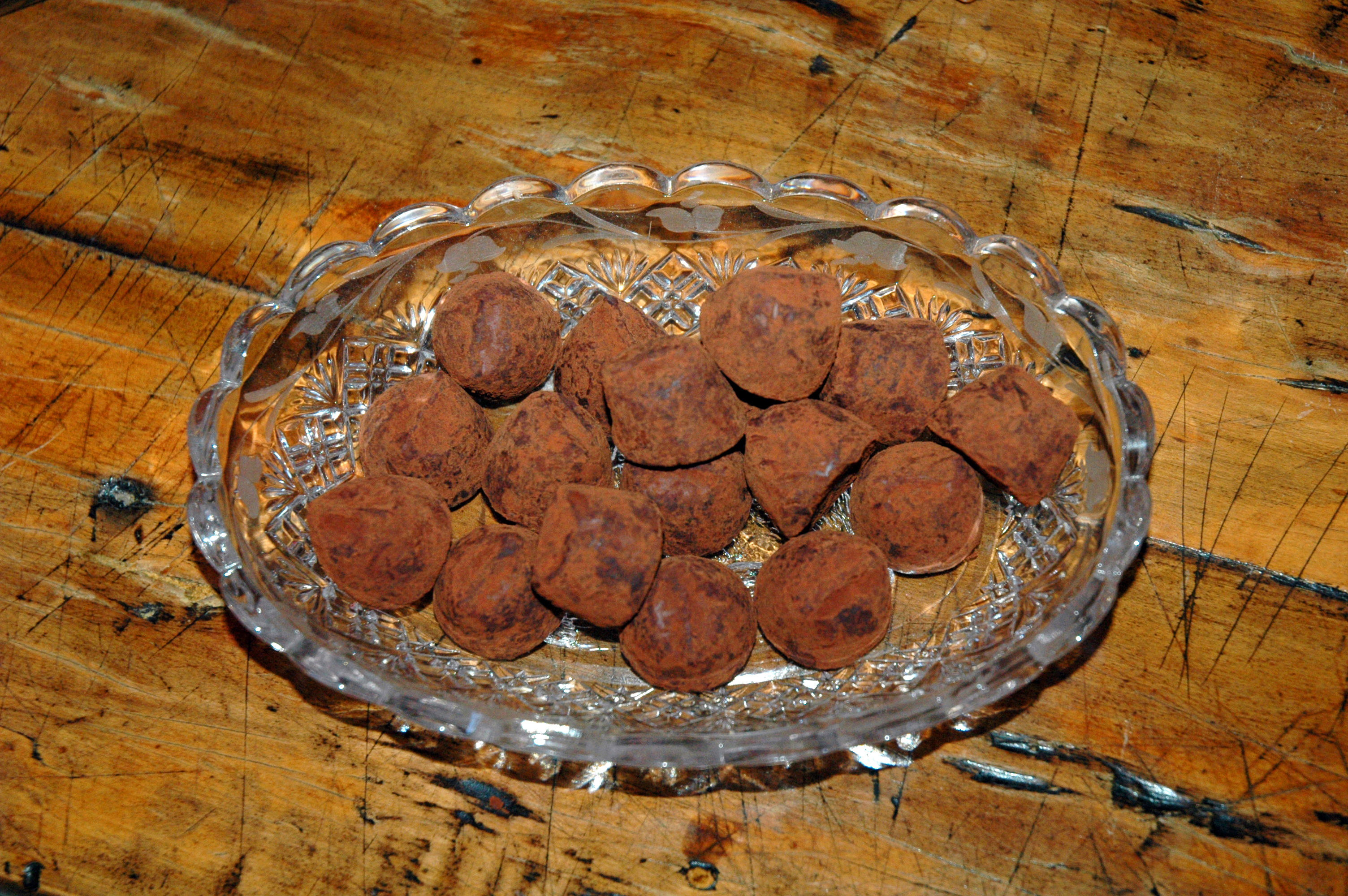
Trufas

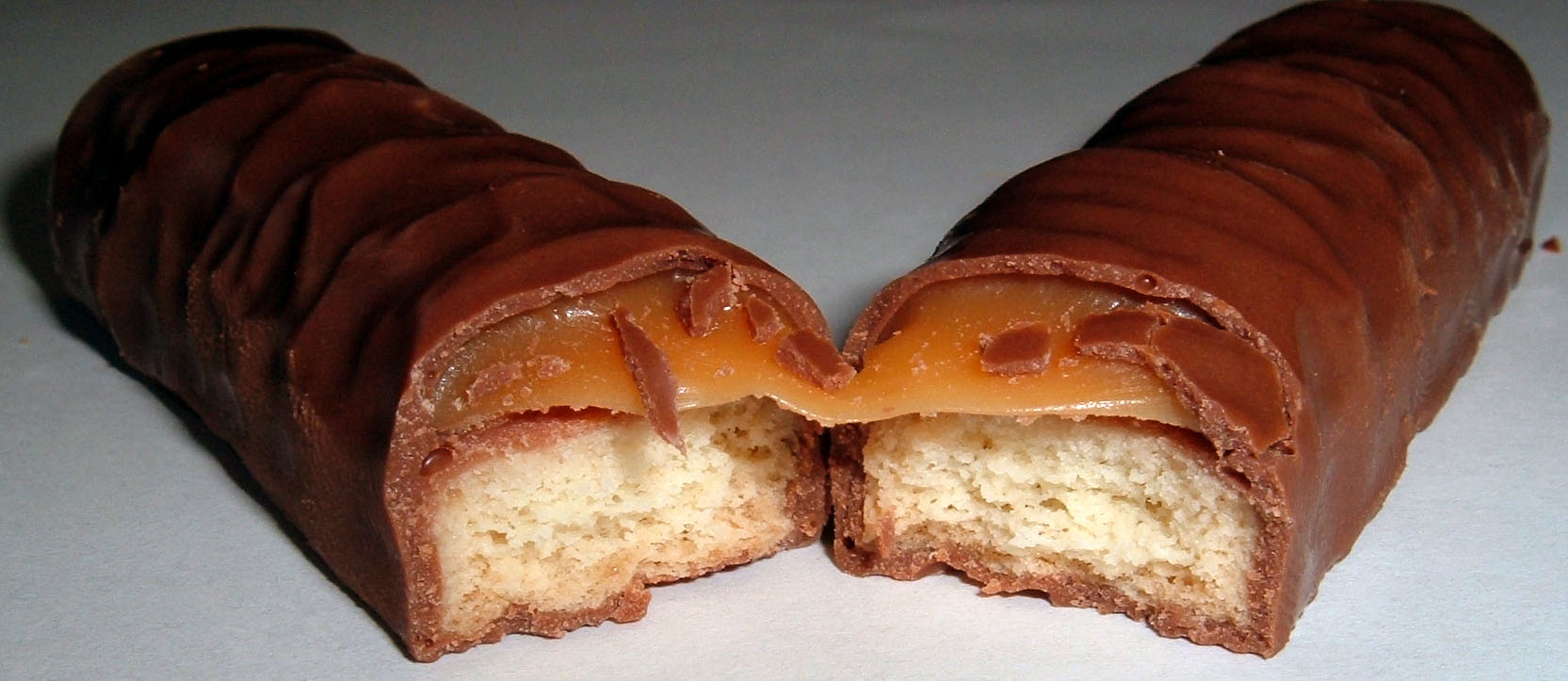
Uma barra de chocolate recheado com caramelo e biscoito

Quanto ao formato, o chocolate pode ser comercializado em barras, gotas, bombons e em outras versões mais peculiares, como na forma de ovos e línguas de gatos. Além disso pode apresentar os mais diversos ingredientes para recheios como amendoim, amêndoa, avelã, castanha-do-pará, nozes, castanha de caju, frutas secas, caramelo, biscoito, frutas cristalizadas, manteiga, nata, etc. Os bombons apresentam uma grande variedade de tipos de recheios. Os principais são: "Boiling" (ou fervidos, que incluem o caramelo, ou butterscotch, e o fudge), "Fondants", "Croquant" (ou crocantes"), "Gianduia", "Marzipã", "Pralinê", "Nougat", "Trufas", "Palets" e "Ganache".

### Tipo de gordura
Os chocolates podem ser classificados também em função dos diferentes tipos gordura usados em sua produção, podendo ser classificado em:
- Nobre: contém alto percentual de manteiga de cacau e é o único "chocolate verdadeiro". Para garantir a facilidade de manuseio, o brilho e uma textura que derreta na boca, deve passar pela temperagem antes de ser usado.[36] Pode ser encontrado nas versões ao leite, meio amargo, amargo, extra-amargo, blend (mistura de ao leite com meio amargo) e branco.[36]
- Hidrogenado: a manteiga de cacau é substituída por óleo vegetal hidrogenado. É mais barato e mais fácil de trabalhar, pois dispensa a temperagem. Geralmente é empregado em produções de grande escala, diminuindo os custos. Sua qualidade final, porém, fica comprometida quando comparada ao nobre, pois é inferior em sabor e textura.[36] É encontrado em barra ou pastilhas nas versões ao leite, meio amargo, branco e colorido, sendo ideal para a decoração e coberturas de doces ou pães,[34][36] não sendo adequado para fazer trufas, bombons ou ovos de páscoa, pois tem sabor e aroma de gordura vegetal. Esse tipo de chocolate leva na embalagem o título de cobertura.[36]
- Fracionado: De brilho acentuado, dispensa a temperagem. Também é identificado como cobertura. É feito com a gordura vegetal de palma.[36] Tem mais sabor de leite e textura mais aveludada que o hidrogenado. Seca mais rápido e concede mais economia nas preparações banhadas com chocolate devido a sua textura mais fluida, permitindo coberturas mais finas. É indicado em recheios, para banhar pão de mel, fazer casquinhas de bombons trufados e para decoração tipo arabescos, ou seja, seu uso deve ser em pequenas porções pois seu sabor não é igual ao do chocolate nobre. Não é indicado para o preparo de massa de trufa, cobertura de bombons ou dos ovos de Páscoa.[36]

## Saúde
Apesar de o chocolate ser geralmente consumido por prazer, há alguns efeitos positivos para a saúde. O cacau em pó ou o chocolate amargo, por exemplo, são benéficos para o sistema circulatório, estimulantes cerebrais, entre outros. As propriedades afrodisíacas dos chocolates ainda não foram comprovadas. Por outro lado, por ser um alimento altamente energético, o consumo excessivo aumenta o risco de obesidade.

### Propriedades antioxidantes

A epicatequina (EC) é um dos principais compostos antioxidantes existentes no chocolate

Existem algumas especulações de que os flavonoides do chocolate, em particular a epicatequina, possa promover a saúde cardiovascular como resultado direto do efeito antioxidante sobre os mecanismos antitrombóticos. O consumo desse tipo de chocolate resulta no aumento da capacidade antioxidante total no plasma sanguíneo, assim como no conteúdo de (-) epicatequina, contudo esses efeitos são nitidamente reduzidos quando o chocolate é consumido com leite ou quando é consumido diretamente o chocolate ao leite. Neste casos, o leite parece interferir na absorção dos antioxidantes, o que pode neutralizar os benefício do consumo moderado de chocolate amargo. Outros estudos também observaram que ocorre uma pequena diminuição na pressão arterial com o consumo até 3 vezes por semana de chocolate amargo. A proteção do sistema cardiovascular advém do fato de que esses compostos impedem a deposição de gordura nas artérias. Além disso, há uma diminuição da tendência à agregação plaquetária.
Os flavonóides, categoria de compostos que também estão presentes no vinho, no chá verde, nas frutas e nos vegetais, também têm a capacidade de reduzir o LDL e elevar o HDL. Isso ocorreria porque eles aumentariam os níveis da apolipoproteína A1, principal componente do HDL ("colesterol bom"), e diminuem a apolipoproteína B (ApoB), principal componente do LDL ("colesterol ruim"), no fígado e no intestino.
Além disso, existem alegações de que esses compostos estimulam a comunicação entre os neurônios e evitam o envelhecimento celular. Contudo, é ressaltado que o consumo excessivo é prejudicial, por causa do alto índice de açúcar e gordura, o que fazem com que as pessoas ganhem peso, o que pode neutralizar os ganhos proporcionados pelos antioxidantes.

### Valor nutricional
O chocolate é um alimento de elevado teor calórico, especialmente por seu elevado teor de gordura. A versão ao leite tem 540 calorias por 100 gramas e 30,3% de gordura na versão convencional e 557 calorias e 33,8% de gordura na versão diet. O meio amargo 475 calorias e 29,9% de gordura, o  branco 536 calorias e 31,5% de gordura. Além disso, é rico em alguns minerais, tais como manganês, potássio e magnésio, e algumas vitaminas, como as vitaminas do complexo B por exemplo, além de traços de ferro e cobre. Também apresenta em sua composição o ácido graxo insaturado ácido oleico. O conteúdo da gordura do chocolate é essencialmente de origem vegetal, o que significa que é pobre em colesterol, uma vez que o chocolate ao leite contém apenas cerca de 3,5% de gordura láctica.
O chocolate deve constituir uma parte muito pequena da dieta diária dos indivíduos. Mesmo na Suíça, que é o país com o consumo per capita maior do mundo, o chocolate representa apenas 5 a 10% do total da dieta. Nestas quantidades, o chocolate tem um efeito positivo no equilíbrio nutricional e mesmo os efeitos que lhes associamos no que respeita ao aumento de cáries dentárias não tem muito fundamento pois estudos comprovam que o que é mesmo importante neste aspecto é a higiene dentária, uma vez que uma redução no consumo de doçarias e chocolates não provoca uma diminuição do número de cáries observadas.

### Acne
Há uma crença popular de que o consumo de chocolate pode causar acne. A bem da verdade, deve-se citar que em livros conceituados de dermatologia da década de 50 encontrar-se-á explicitamente essa afirmação. Dos anos 60 até os anos 80, contudo, estudos sistemáticos tentaram fundar em base sólida a crença; buscando relacionar o consumo de alimentos com alto índice glicêmico, e em particular o chocolate, à acne. Evidências de correlação concreta não foram encontradas.
Nas décadas seguintes, a questão foi minuciosamente escrutinada, e uma revisão dos estudos que procuraram identificar se as dietas ricas em carboidratos ou gordura estimulam a secreção sebácea e afetam adversamente a pele estabelece, dentro dos limites das certezas científicas, que estas alegações são infundadas. Algumas destas modernas pesquisas usaram inclusive chocolates cujas moléculas de gordura foram estruturadas com isótopos radioativos (monitorando tais isótopos, acompanha-se o metabolismo das mesmas). O acúmulo de material radioativo no sebo das glândulas sudoríparas (e nas espinhas) foi praticamente nulo, o que demonstra que não há relação molecular direta entre o consumo de chocolate e a acne.
Atualmente sabe-se que as glândulas sebáceas não respondem diretamente aos alimentos e sim aos hormônios produzidos pelo próprio organismo; e o status quo científico atual é de que não há relação entre o chocolate e a acne.

### Efeitos sobre o humor e consumo compulsivo

Os três tipos mais comuns de metilxantinas:
Cafeína: R_{1} = R_{2} = R_{3} = CH_{3}
Teobromina: R_{1} = H, R_{2} = R_{3} = CH_{3}
Teofilina: R_{1} = R_{2} = CH_{3}, R_{3} = H

Existem relatos de consumidores auto-identificados como viciados em chocolate. Investigações mostram que esses viciados relataram um número significativamente maior de episódios, bem como uma maior quantidade de consumo chocolate do que os não viciados. No entanto, após o consumo, houve aumento de sensações de culpa e nenhuma mudança significativa na sensação de depressão ou relaxamento. Quando foram considerados os índices de transtornos alimentares e depressão, os viciados atingiram níveis mais altos, no entanto, comer chocolate não melhorou o seu humor.
Desse modo, embora não exerça grande influência sobre o comportamento humano, são descritas sensações de prazer com o consumo. Alguns atribuem à presença de metilxantinas, que podem provocar sensações de bem-estar. Outra ação relacionada ao bem-estar é o aumento da produção de feniletilamina, uma substância do grupo das endorfinas. As principais metilxantinas presentes são a cafeína em quantidades mínimas, que correspondem a 5% de uma xícara de café, e teobromina que exercem uma ação energética que incide na concentração e capacidade física de quem o consome em quantidades moderadas. Em cada 100 gramas de chocolate é possível encontrar 160 miligramas de teobromina.

## Efeitos em animais
Em certas quantidades, a teobromina encontrada no chocolate é venenosa a animais como cães, gatos (especialmente filhotes), cavalos, papagaios e hamsters. Os sintomas podem começar a aparecer a partir de 20 mg de metilxantinas por kilo do cão.
A teobromina estimula o sistema nervoso central e o músculo cardíaco. Um estudo publicado na Journal of Veterinary Emergency and Critical Care (2006) destaca que a dose letal mínima de teobromina para cães pode variar entre 100 mg a 200 mg por kg de peso corporal, dependendo da sensibilidade individual de cada animal. Cerca de 1 kg de chocolate ao leite, ou 146 g de chocolate de culinária (couverture) são suficientes para matar um cão de 22 kg.
Essa substância tem um tempo de vida médio de 17,5 horas no organismo de um cão. À medida que o tempo passa, ela vai sendo mais absorvida pelo organismo do animal causando sintomas distintos. Nas duas primeiras horas são observados diarreias, vômitos e hiperatividade. Ao longo do tempo, com a maior absorção da teobromina, observam-se aumento da taxa de batimento cardíaco, o que pode ocasionar em arritmia, tremor muscular, aumento da produção de urina, hiperatividade e hiper excitabilidade ou dor excessiva. Além desses problemas, o consumo de doces por animais também pode provocar cárie. Para evitar esses problemas, empresas desenvolveram chocolates especiais que podem ser apreciados tanto por humanos quanto por animais. O segredo é a retirada do açúcar e do cacau da composição.

## Cultura popular

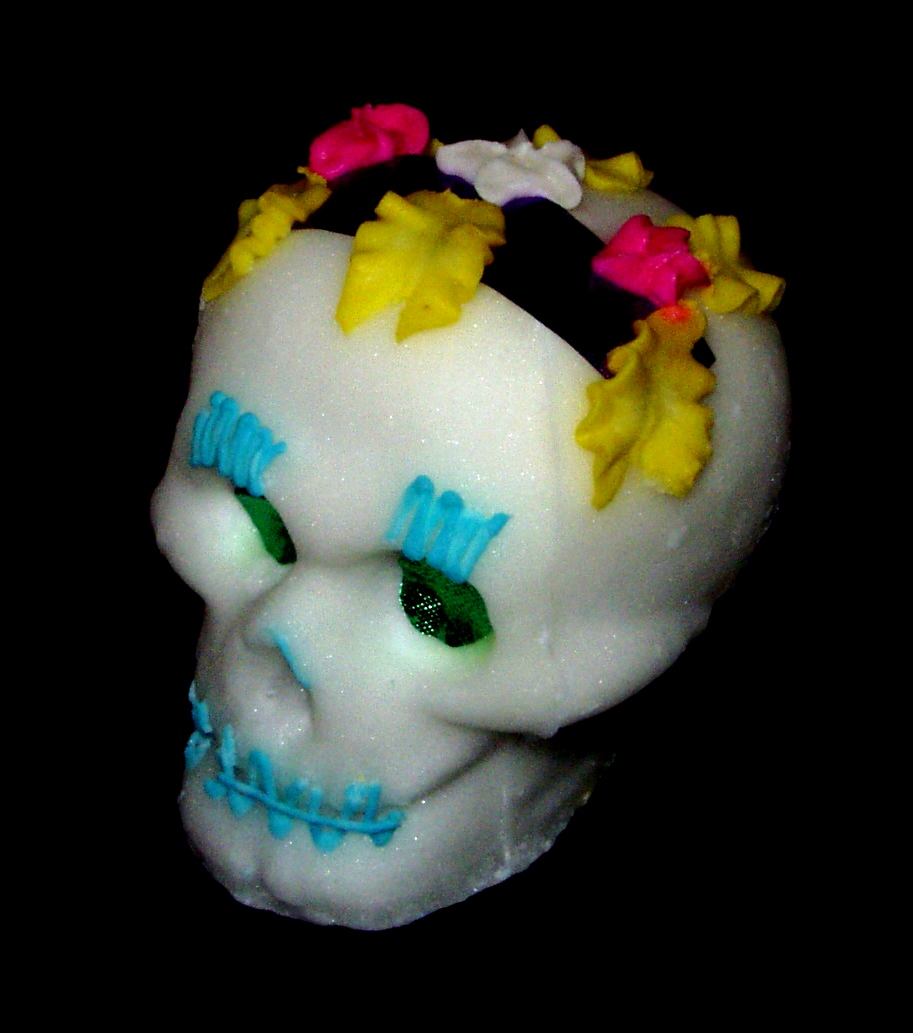
Caveira dos Dia dos Mortos feita com açúcar, chocolate, e amaranto

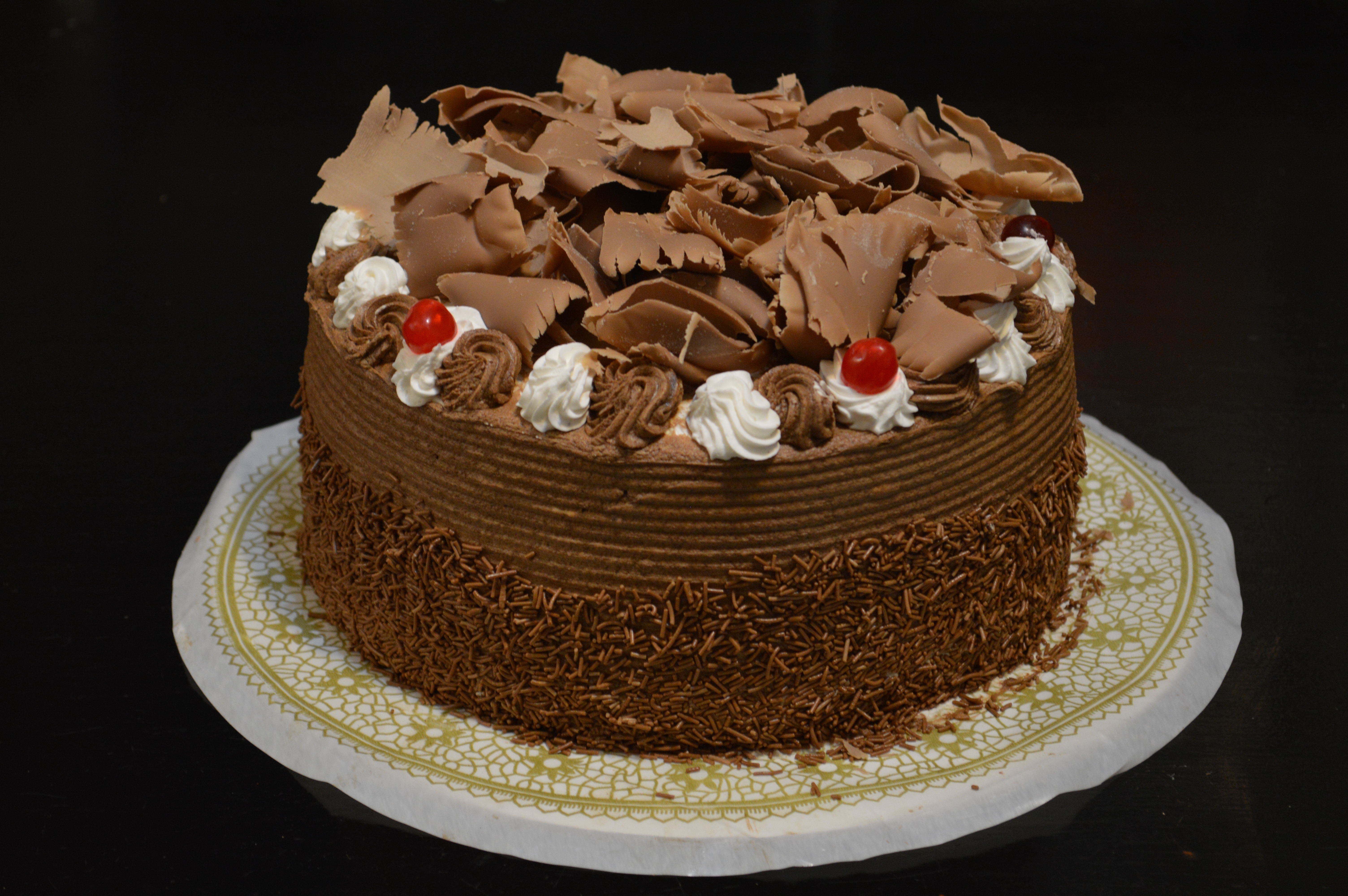
Bolo de chocolate, um dos usos mais famosos do chocolate

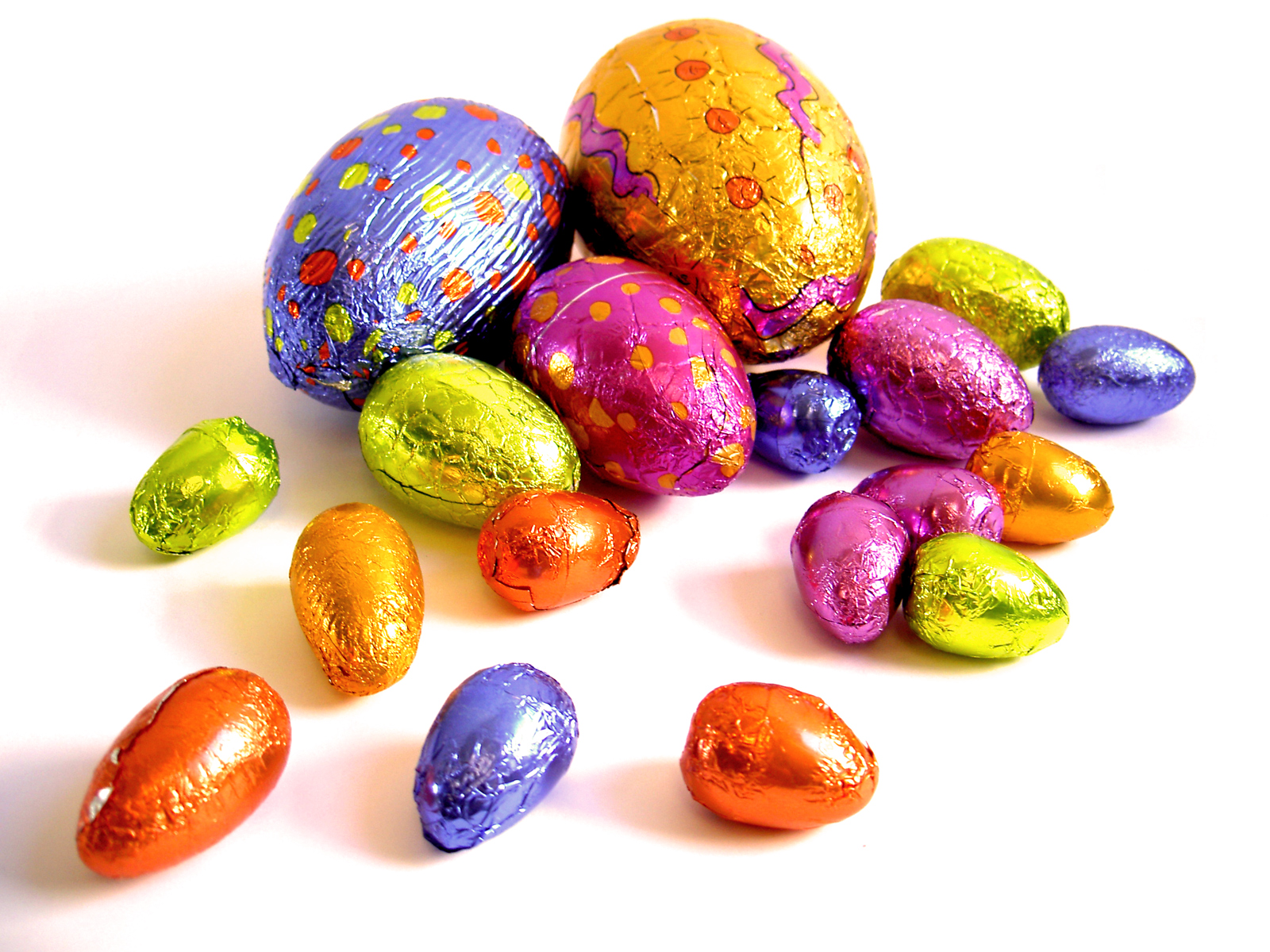
Chocolate em formato de ovos envoltos em papel brilhante, na forma como usualmente é apresentado na Páscoa

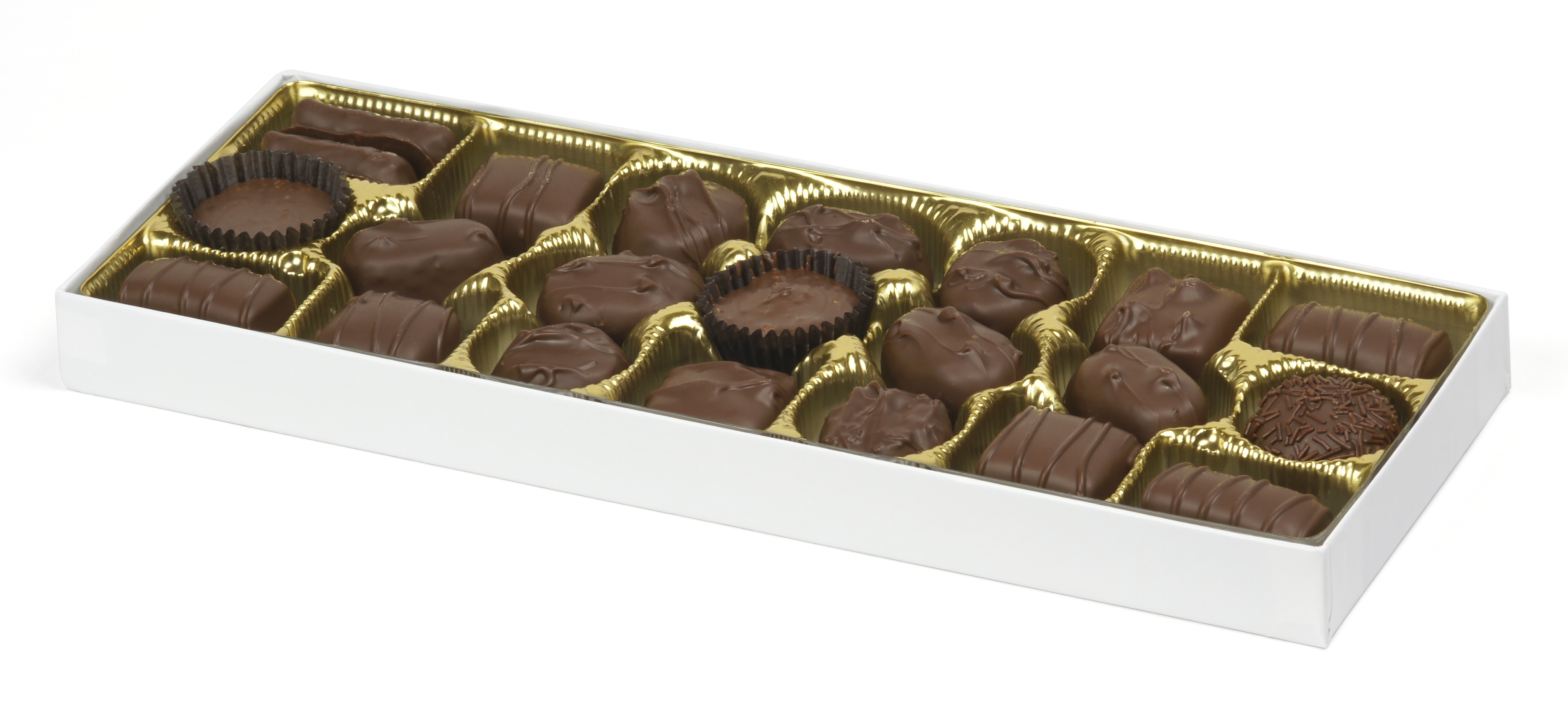
Uma caixa de bombons, frequentemente dada como presente

### Lendas indígenas sobre a origem do cacau
O livro de Gênesis Maia, o Popol Vuh , atribui a descoberta do chocolate aos deuses. Na lenda, a cabeça do herói Hun-Hunahpú, decapitado pelos senhores de Xibalba, o inferno maia, estava pendurado em uma árvore morta que milagrosamente deu frutos em forma frutos do cacau. O senhor então cospe na mão de uma jovem de Xibalba garantindo assim a sua fecundação. É por isso que o povo maia usa chocolate como preliminar para o casamento. Cacau também ajuda a purificar a crianças. Do mesmo modo, o falecido é acompanhado com sementes de cacau na sua viagem para o além.
Uma lenda asteca diz que Quetzalcoatl roubou uma árvore de cacau da terra dos filhos do sol, para presentear seus amigos, os homens, com aquela delícia dos deuses. Essa lenda deve ter influenciado Carolus Linnaeus, botânico sueco, que classificou a planta, denominando-a Theobroma cacao do grego Theo (Deus) e broma (alimento).

### Festividades
No mundo todo, o chocolate aparece como tradição em festividades populares: Páscoa, Dia das Mães, dia dos Namorados, Chanucá, Natal, Dia das Bruxas, Dia dos Mortos, entre outros.
Na Páscoa, é presenteado em formato de ovos de Páscoa recheados com pequenos brinquedos ou com doces variados, sendo um dos símbolos da data O uso desse símbolo na festa cristã aconteceu após o Primeiro Concílio de Niceia, em 325. Neste período, foi feita a adaptação de algumas antigas tradições e símbolos religiosos a outros eventos. Com isso, surgiram ovos com a pintura imagens de Jesus Cristo e Maria. Já no período medieval, nobres e reis costumavam comemorar a Páscoa presenteando os seus com o uso de ovos feitos de ouro e cravejados de pedras preciosas, tradição que foi modificada até o atual ovo de chocolate.
Por sua vez, a tradição de presentear namorados com chocolate deve ter surgido com a princesa Maria Teresa da Espanha, pois quando a mesma tornou-se a noiva do rei Luís XIV de França, enviou-lhe chocolate de presente em uma cesta em forma de coração. Assim surgiu o costume dos namorados se presentearem com chocolate.
Outros usos em festividades ao redor do mundo podem ser citados: os mexicanos usam chocolate uso hoje como oferenda, no Dia dos Mortos, na forma da Mole, que entre outros ingredientes, pode ser feito com pimenta e chocolate. Por sua vez, na comemoração do Chanucá, os judeus presenteiam as crianças com chocolate em forma de moedas embrulhados em papel. Nos Estados Unidos, o Dia das Bruxas ou Halloween (em inglês) é o segundo maior evento em faturamento do mercado de chocolates, perdendo somente para o Natal.

### Livros e filmes
O chocolate é tema central de diversos livros famosos e suas versões cinematográficas. Em 1964, Roald Dahl publicou um livro infantil intitulado "Charlie and the Chocolate Factory" (br: "A Fantástica Fábrica de Chocolate"; pt: "Charlie e a fábrica de chocolate"). A história gira em torno de um menino pobre chamado Charlie que é convidado a visitar a maior fábrica de chocolates do mundo, propriedade de Willy Wonka. Duas adaptações do livro foram feitas para as telas de cinema: Willy Wonka and the Chocolate Factory (pt-br: A fantástica fábrica de chocolate / pt: A maravilhosa história de Charlie), filme norte-americano de 1971 dirigido por Mel Stuart e tendo Gene Wilder como Willy Wonka; e Charlie and the Chocolate Factory (pt-br: A Fantástica Fábrica de Chocolate / pt: Charlie e a Fábrica de Chocolate), também norte-americano do ano de 2005 dirigido por Tim Burton e tendo Johnny Depp como protagonista.
Outros filmes também têm o doce como tema central ou como auxiliar da trama. Chocolat (pt-br/pt: Chocolate), um filme norte-americano de 2000, dirigido por Lasse Hallström tendo como protagonistas Juliette Binoche, Judi Dench e Alfred Molina. O filme relata a história de uma mãe solteira, e sua filha de seis anos que mudam-se para uma cidade rural francesa onde abrem uma loja de chocolates em frente à igreja, o que atrai a certeza da população de que o negócio não terá sucesso. Porém, aos poucos consegue persuadir os moradores da cidade a desfrutar seus deliciosos produtos. O filme é uma adaptação de Chocolat um livro de 1999 escrito por Joanne Harris. Há também o romance da escritora mexicana Laura Esquivel Como Água para Chocolate. O título é uma expressão típica do México que é mencionada no livro. Lá se prepara o chocolate quente dissolvendo-se a barra caseira de chocolate em água, em vez de leite. Para que o chocolate derreta é preciso que a água esteja fervendo; então, se a pessoa está "como água para [fazer] chocolate" significa que está fervendo, de raiva ou de outra emoção. O livro inspirou o filme de 1992 Como Água para Chocolate, dirigido pelo mexicano Alfonso Arau. Entre outros filmes podem mencionar-se Sangue e Chocolate, Merci pour le chocolat (Teia de Chocolate), The Naked Jungle (A Selva Nua). e Morango e Chocolate podem ser citados.
Além desses existe um grande número de livros, sejam ficção, enciclopédias, técnicos, receitas, entre outros. Em telenovelas há Chocolate com Pimenta produção brasileira exibida nacionalmente no horário das 18 horas pela Rede Globo entre 8 de setembro de 2003 e 8 de maio de 2004, em 209 capítulos. Escrita por Walcyr Carrasco, com colaboração de Thelma Guedes e dirigida por Jorge Fernando, a novela foi reapresentada na sessão Vale a Pena Ver de Novo, de 24 de julho de 2006 a 26 de janeiro de 2007 em 135 capítulos. Apresentou Murilo Benício e Mariana Ximenes como protagonistas.